# Parco nazionale di Acadia
Il parco nazionale di Acadia (in inglese Acadia national Park) è un parco nazionale statunitense situato al largo della costa atlantica del Maine, a sud-ovest di Bar Harbor. La bellezza naturale dei promontori rocciosi, unita al fascino delle maggiori alture della costa atlantica, offre un paesaggio costiero e insulare ghiacciato, una grande varietà di habitat, un alto livello di biodiversità, aria e acqua pulite e un ricco patrimonio culturale.
Nel parco si trovano la vetta più alta della costa, il monte Cadillac, duomi di granito ben visibili, massi erratici, valli a forma di U e spiagge piene di ciottoli. I monti, i laghi, i ruscelli, le zone umide, le foreste, i prati e le coste contribuiscono alla varietà di piante e animali. In questo paesaggio si intreccia una quasi secolare rete di strade carrozzabili finanziata da John Davison Rockefeller Jr.
L'area di Acadia fu popolata dagli esseri umani più di 10.000 anni fa grazie all'insediamento dei Wabanaki. Il XVII secolo spinse nella zona i commercianti di pellicce e altri esploratori europei; nel XIX secolo si assistette a un afflusso di visitatori estivi e più tardi di famiglie benestanti. Molti cittadini interessati alla conservazione, tra cui George B. Dorr (considerato «il padre» del parco di Acadia"), si prodigarono al fine di istituire un primo parco nazionale a est del fiume Mississippi, l'unico degli USA nord-orientali. Acadia fu inizialmente designata come monumento nazionale Sieur de Monts con la proclamazione del presidente Woodrow Wilson nel 1916, poi ribattezzata parco nazionale di Lafayette nel 1919. Assunse la denominazione attuale nel 1929.
Le attività ricreative dalla primavera all'autunno includono percorsi in auto e in autobus lungo la strada ad anello asfaltata del parco, escursioni a piedi, in bicicletta e a cavallo su strade carrozzabili (vietati i veicoli a motore), arrampicata, kayak e canoa su laghi e stagni, balneazione a Sand Beach e sul lago Echo, kayak per mare ed escursioni guidate in barca sull'oceano e vari programmi guidati dai ranger. In inverno è possibile praticare sci di fondo, ciaspolate, escursioni in motoslitta e pesca sul ghiaccio. Le due principali aree di campeggio si trovano sull'isola di Mount Desert, un'altra sulla penisola di Schoodic; su Isle au Haut ci sono cinque rifugi. Il principale centro visitatori ha sede a Hulls Cove, a nord-ovest di Bar Harbor. Nel 2021 il parco è stato visitato da più di 4 milioni di persone.

## Descrizione

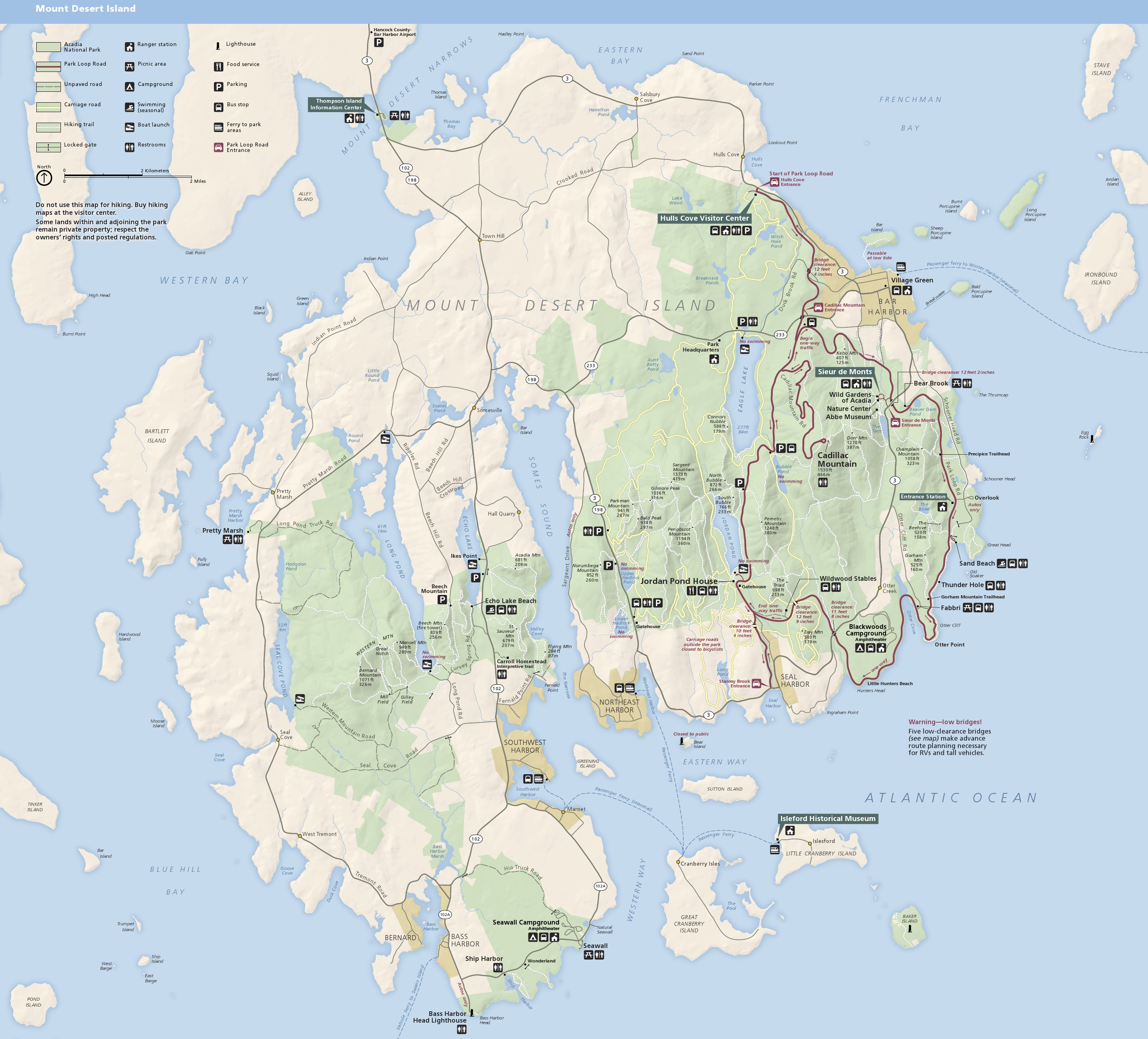
Mappa dell'isola di Mount Desert

Il parco comprende montagne, una linea oceanica costiera, boschi, laghi e stagni. Oltre a quasi la metà dell'isola di Mount Desert, protegge anche una parte della penisola di Schoodic, così come il grosso di Isle au Haut e dell'isola di Baker, tutta l'isola di Bar, tre delle quattro isole del Porcospino (Sheep, Bald e Long), Thrumcap (un piccolo scoglio), parte dell'isola di Bear e di quella di Thompson a Mount Desert Narrows, oltre a molte altre aree separate dalla terraferma. Oltre a Bar, che può essere visitata a piedi su un banco di sabbia durante la bassa marea, nella baia di Frenchman a ridosso di Bar Harbor si trovano le isole del Porcospino. I 92 km di strade carrozzabili furono progettati e finanziati da John D. Rockefeller Jr. sull'isola di Mount Desert; 72 di essi godono di una manutenzione all'interno del parco.
Il parco nazionale di Acadia si estende per un totale di 198,6 km². Almeno 122,2 sull'isola di Mount Desert rientrano nella zona protetta, assieme a 110,7 km² su Isle au Haut, circa 0,8 sulle isole minori e 9,6 sulla penisola di Schoodic. Nel 2015, come stabilito dal Congresso nel 1986, il parco includeva 50,2 km² di terreni di proprietà privata sottoposti a servitù di conservazione e gestite dal National Park Service, ma si prevede che queste aree vengano acquisite in futuro.

### Geografia fisica
Le montagne del Parco nazionale di Acadia offrono agli escursionisti ampi scorci sull'oceano, dei laghi dell'isola e delle foreste di pini. Sono ventisei i rilievi significativi che si ergono nel parco, i quali svariano dagli 87 m della vetta del monte Flying ai 470 del monte Cadillac. Il Cadillac, il cui nome si deve all'esploratore francese Antoine de la Mothe Cadillac, si trova sul lato orientale dell'isola. Si tratta inoltre della cima più elevata lungo la costa orientale degli Stati Uniti. La cima di granito rosa del Cadillac, ricoperta di licheni, è il primo luogo negli Stati Uniti da cui si può osservare l'alba dal 7 ottobre al 6 marzo, grazie alla sua posizione orientale posizione e altezza.

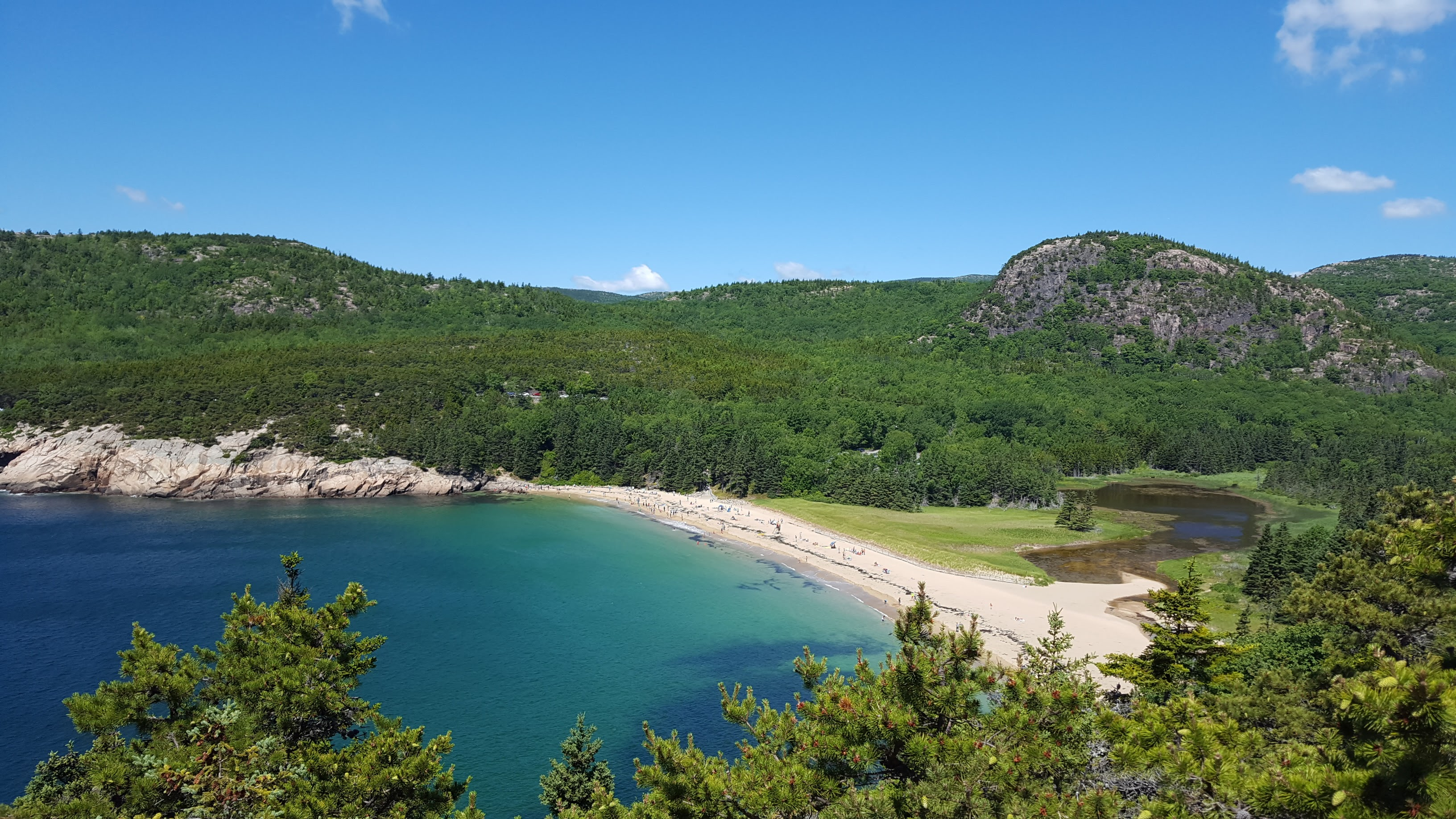
Sand Beach e il Beehive (il rilievo a destra)

La Park Loop Road, lunga 43 km, conduce a molti punti panoramici lungo la costa, attraverso le foreste e fino alla cima del Cadillac. La tratta attraversa la parte orientale lato dell'isola di Mount Desert in senso orario, a senso unico, da Bar Harbor a Seal Harbor, passando per località come il Tarn (uno stagno), il monte Champlain (sede di un famoso sentiero a ridosso della scogliera chiamato Precipice), Beehive (un'altra altura più piccola), Sand Beach (una zona balneare di acqua salata), il monte Gorham, Thunder Hole (un crepaccio in cui le onde si infrangono fragorosamente), Otter Cliff, Otter Cove, Seal Harbor, Jordan Pond, il monte Pemetic, Bubbles, Bubble Rock, Bubble Pond, Eagle Lake e la strada laterale per la cima del monte Cadillac. Alcune delle località del lato ovest dell'isola includono il lago Echo e la spiaggia (una zona designata per il nuoto d'acqua dolce), il monte Acadia, il Beech, Long Pond e Seal Cove Pond. Il Bass Harbour Head Light, un celebre faro del posto, si trova in cima a una scogliera sulla punta più meridionale del lato ovest dell'isola. I fari delle isole Baker e Bear rappresentano le altre strutture gestite in Acadia.
Lo stretto di Somes è un fiordo lungo 8 km formatosi durante un periodo glaciale che divide quasi a metà l'isola. Lo stretto è profondo 40 m nel punto più basso ed è delimitato dal monte Norumbega a est, mentre dal monte Acadia e dal monte Saint Sauveur a ovest. Le città di Southwest Harbor e Northeast Harbor sono situate nei pressi dell'insenatura verso lo stretto di Somes.

### Geologia

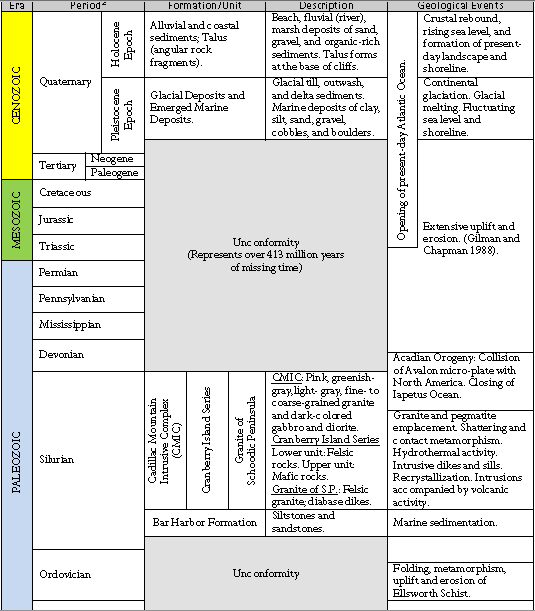
Scala dei tempi geologici per la regione del parco

Il complesso intrusivo del monte Cadillac rientra nella provincia magmatica costiera del Maine, composta da oltre un centinaio di plutoni femici e felsici associati all'orogenesi acadiana. Il substrato dell'isola di Mount Desert si compone principalmente di granito del monte Cadillac. È la pertite che conferisce al granito il suo colore rosato, quest'ultimo risalente al Siluriano va da 424 a 419 milioni di anni fa. L'andamento dei dicchi di diabase ha un andamento nord-sud nel complesso geologico locale. Quasi 300 milioni di anni di erosione seguirono prima della deposizione delle caratteristiche glaciali durante il Pleistocene. I segni lasciati dal ghiaccio durante i periodi freddi, le striature glaciali e altre cicatrici di questo genere sono ben evidenti sulle superfici granitiche. Ulteriori caratteristiche generate dai ghiacci includono The Bubbles (due rocce montonate) e la valle a forma di U di Sargent Mountain Pond, Jordan Pond, Seal Cove Pond, Long Pond e dei laghi Echo ed Eagle. Lo stretto di Somes è un fiordo e una morena terminale che formano l'estremità meridionale di Long Pond, del lago Echo e di Jordan Pond. La Bubble Rock è uno degli esempi più caratteristici di masso erratico.

#### Tettonica
Più di 500 milioni di anni fa, strati di fango, sabbia e cenere vulcanica sono stati sepolti sotto l'oceano dove alta pressione, calore e attività tettoniche hanno creato una formazione di roccia metamorfica chiamata scisto di Ellsworth. Sono il quarzo bianco e grigio, il feldspato e il clorito verde a comporre lo scisto, che è la roccia più antica nella regione dell'isola di Mount Desert. Alla fine l'erosione e lo spostamento delle placche tettoniche hanno spinto lo scisto in superficie.
Intorno a 450 milioni di anni fa, un antico microcontinente o micro-terrane chiamato Avalonia entrò in collisione con il Nord America. La collisione seppellì lo scisto insieme ad accumuli di sabbia e limo, creando la formazione di Bar Harbor che consiste in strati di arenaria e siltite marroni e grigi. Sulla formazione si depositò anche materiale proveniente dai flussi vulcanici e dalla cenere, creando la roccia vulcanica trovata sulle isole Cranberry, situate sempre nel Maine. Un'ulteriore attività vulcanica depositò rocce ignee nella formazione di Bar Harbor; quando le rocce si raffreddarono, si generarono dei minerali cristallizzati tra cui un gabbro composto da minerali scuri e ricchi di ferro.

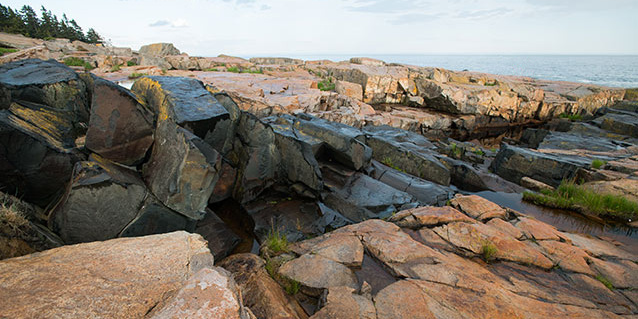
La penisola di Schoodic, costellata di rocce ignee intrusive

Il granito dell'isola di Mount Desert fece la sua comparsa circa 420 milioni di anni fa, con uno dei più antichi corpi di granito che è rappresentato dal monte Cadillac, il maggiore dell'isola. Il corpo di granito si sollevò lentamente attraverso il substrato roccioso, fratturandolo in grossi pezzi, alcuni dei quali si sciolsero per via delle alte temperature. Quando il granito si raffreddò, i frammenti di substrato roccioso sono rimasti circondati da granito cristallizzato in una zona frantumata visibile sul lato orientale della montagna. Una roccia ignea nera a grana fine chiamata "diabase" s'intromise nel granito durante la successiva attività vulcanica. I corpi di diabase, o dighe, sono osservabili lungo la Cadillac Mountain Road e sulla penisola di Schoodic.
Nel corso dei successivi centinaia di milioni di anni, gli strati rocciosi che ancora ricoprivano i grandi corpi di granito, allo stesso modo dalla roccia più tenera che circondava il granito, furono ridotti dall'erosione.

#### Glaciazioni

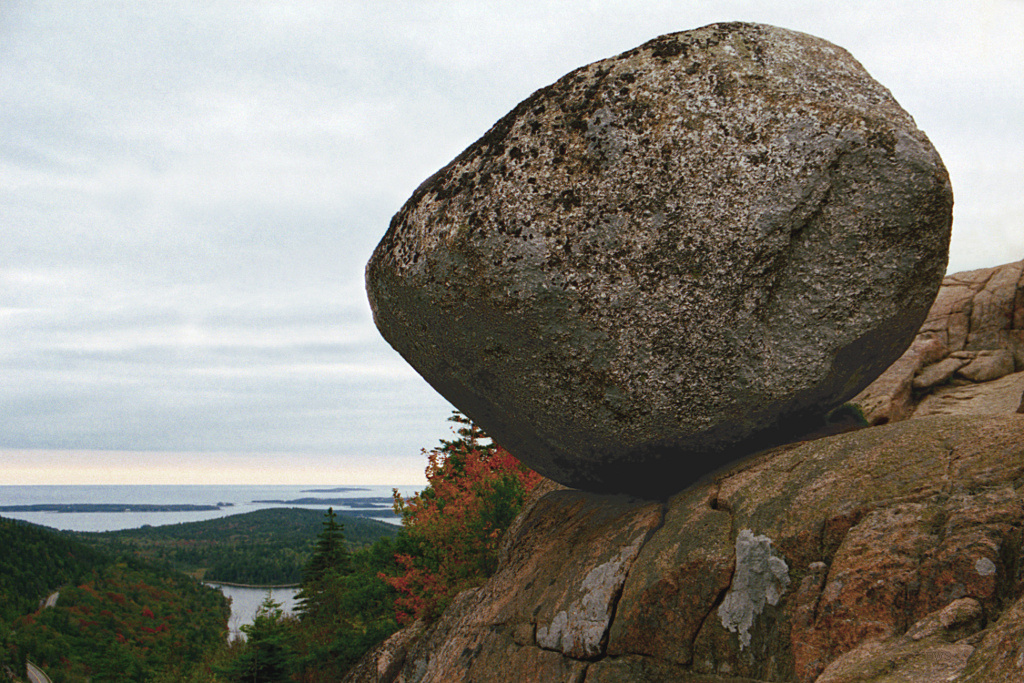
Bubble Rock, un masso erratico situato sulla South Bubble

Durante gli ultimi due o tre milioni di anni, una serie di calotte di ghiaccio coprì la regione e si ritirò gradualmente nel Nord America settentrionale, erodendo le montagne e creando valli a forma di U. Il ghiacciaio che copriva la catena montuosa del Mount Desert, parte della quale ora è chiamata isola di Mount Desert, era spesso di 1,6 km e si muoveva alla velocità di pochi metri all'anno. La catena montuosa fu pesantemente erosa dal ghiacciaio che arrotondò le cime delle montagne, scolpendo delle selle e ampliando l'estensione delle valli e ha creato il fiordo noto come stretto di Somes, dividendo quasi a metà l'attuale isola. Le cicatrici dell'ultimo periodo glaciale, quella del Wisconsin durata da circa 75.000 a 11.000 anni fa, si presentano sotto forma di lunghi solchi o di striature a mo' di mezzaluna create dal materiale trasportato alla base del ghiaccio. Quando le temperature tornarono a salire, i ghiacciai si sciolsero e si ritirarono, avendo spostato di 32 km o anche di più a sud alcuni massi rispetto alla loro posizione originale. Questi massi erratici si trovano nelle valli e sulle cime delle montagne, come nel caso di Bubble Rock, sulla South Bubble.
Le aree costiere del Maine affondarono leggermente sotto il peso estremo delle calotte glaciali, circostanza che consentì alle acque oceaniche di invadere le pianure formando così le isole attuali. Le prove di grotte marine delle spiagge di una volta si trovano a circa 91 m sopra l'attuale livello del mare. Quando il ghiaccio si ritirò e la terra si stabilizzò, i laghi e gli stagni oggi presenti cominciarono a costituirsi nelle valli arginate dai detriti glaciali. I fiumi e i torrenti tracciarono il loro corso negli spartiacque, proseguendo tuttora una graduale erosione di quei punti.

#### Attività erosiva

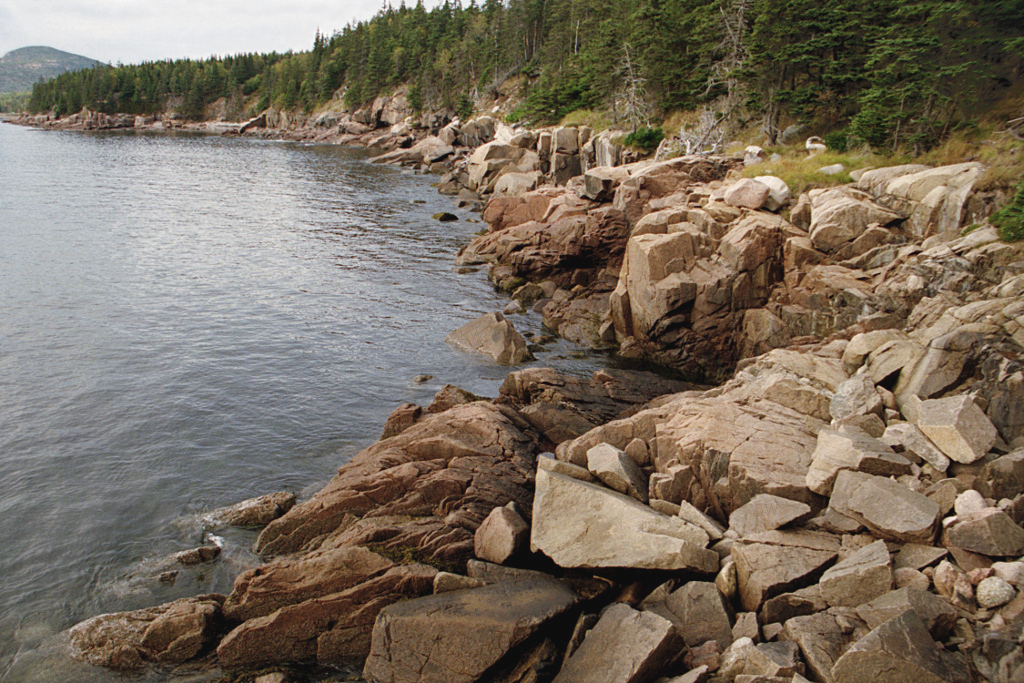
Otter Cove visto da Otter Point

L'Acadia vanta una costa composta da promontori rocciosi e spiagge sabbiose o nettamente erose. Le aree costiere che si affacciano direttamente sulle onde dell'Oceano Atlantico sono composte esclusivamente da grandi massi, poiché tutto il resto del materiale precipitò in mare. Le aree parzialmente protette da promontori rocciosi contengono i resti delle rocce maggiormente erose, costituite da ciottoli, ghiaia e massi di piccola dimensione. Le baie riparate, come quella di Sand Beach, contengono particelle a grana fine che sono principalmente i resti di conchiglie e di altri organismi organici, tra cui cozze e ricci di mare.
Le creste granitiche soffrono il crioclastismo, il processo di disgregazione meccanica di una roccia causato dalla pressione provocata dall'aumento di volume dell'acqua contenuta entro le fessure rocciose quando questa ghiaccia. Delle piccole tracce di colore rosa situate sotto il granito risultano la prova di tale alterazione, come emerge sopra il Tarn, uno stagno localizzato appena a sud di Bar Harbor.
Almeno dodici grotte marine si trovano in diverse zone costiere del parco. Le grotte marine si formano quando le onde causano l'erosione delle formazioni rocciose costiere. Se una grotta marina si allarga a sufficienza, essa è in grado di travalicare un promontorio e originare un arco marino.

#### Fragilità dei suoli

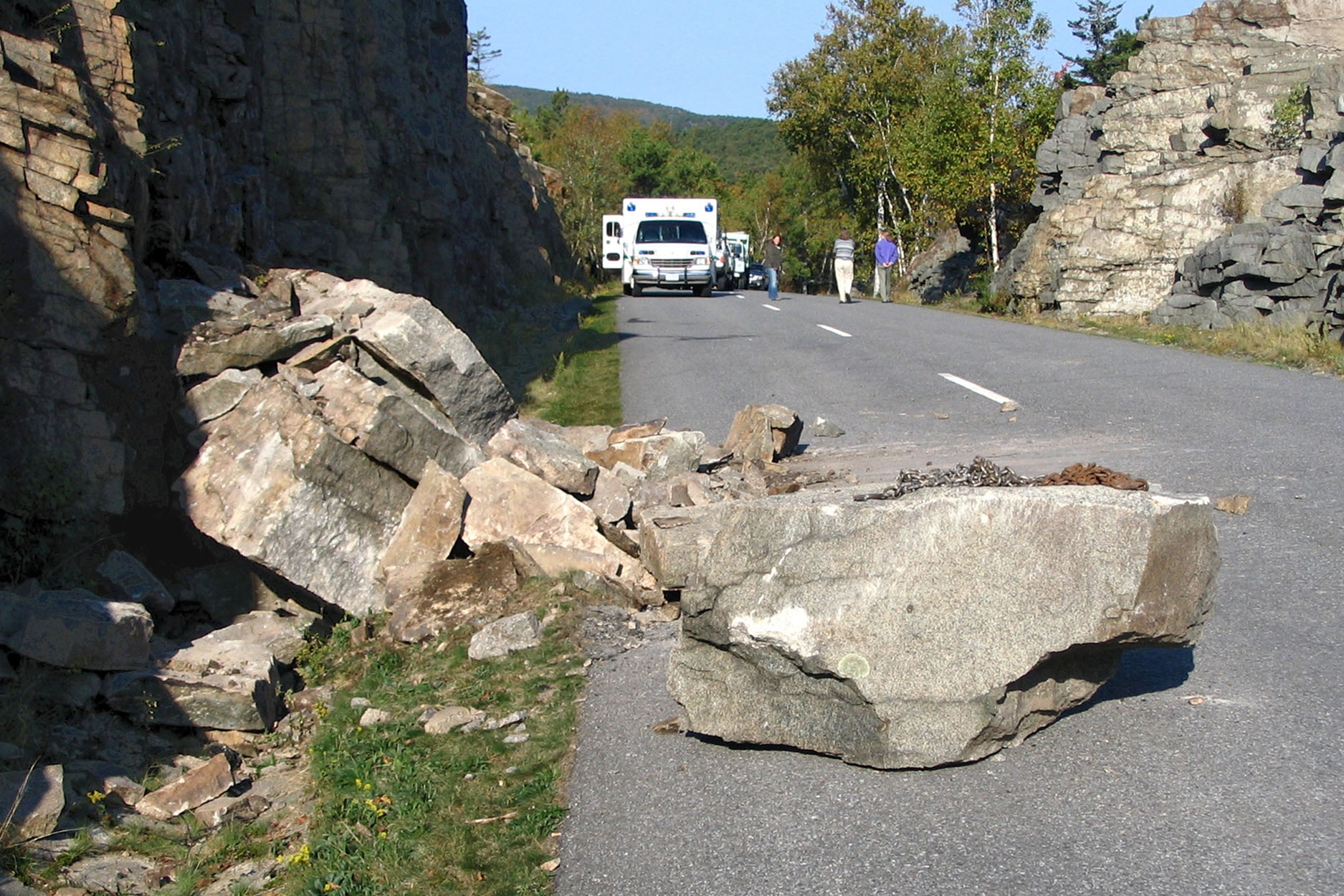
Caduta massi lungo la carreggiata

Il frequente disgelo durante l'inverno evita grandi accumuli di neve e mantiene il terreno drenato. Sono questi alcuni dei fattori che provocano ogni primavera delle cadute massi lungo la strada ad anello dell'isola di Mount Desert, così come degli slump lungo le scogliere costiere.
Lungo l'Hunters Brook, sull'isola di Mount Desert, si verificano movimenti dei pendii di argilla marina, materiale depositatosi quando il livello del mare era molto più alto. Il crollo dell'argilla grigio-verdastra ha destabilizzato il letto del corso d'acqua, deviando il flusso del torrente. L'estremità orientale della spiaggia di Otter Cove contiene valloni erosi di argilla marina. La dispersione di massa e il cedimento dei pendii possono verificarsi ovunque sia esposta l'argilla marina.

#### Attività sismica
I terremoti con epicentro vicino al parco hanno causato frane, danneggiando strade e sentieri. I sismi nel Maine si verificano a una velocità bassa ma costante, con magnitudini generalmente inferiori a 4,8 sulla scala Richter.

### Clima

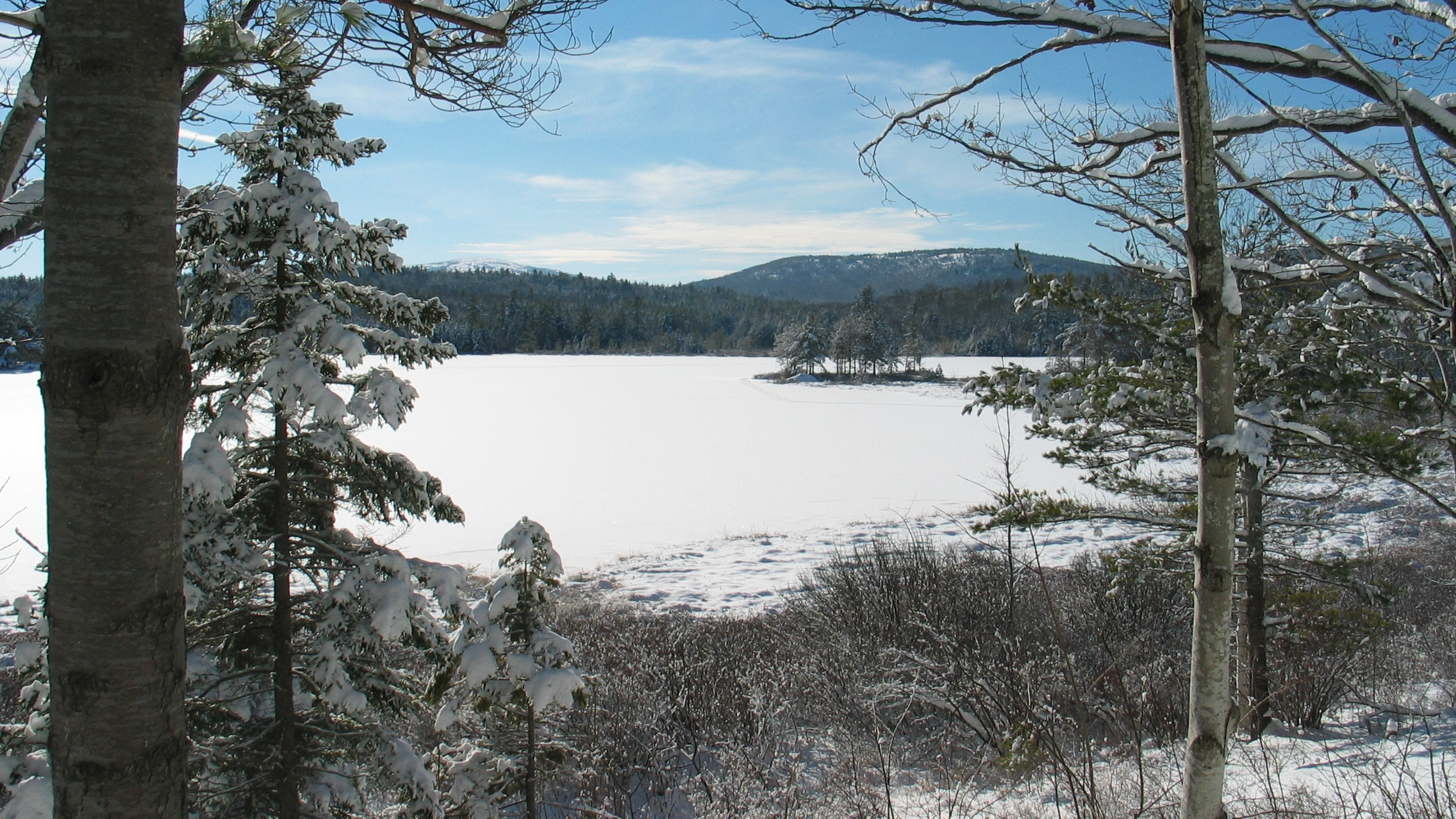
Lago ghiacciato e alberi innevati nella regione

La regione si caratterizza per una grande variazione stagionale della temperatura, con estati che passano da miti a calde e afose e inverni tra il freddo e il molto freddo. Secondo la classificazione dei climi di Köppen, l'isola di Mount Desert ha estati calde comprese nella categoria del clima continentale umido ("Dfb"). La temperatura media annuale nel parco è di 8,5 °C, con luglio come mese più caldo e una media di 20,9 °C, mentre gennaio è il periodo più freddo con una media di -4,6 °C. Le temperature record di alta e bassa temperatura sono pari rispettivamente a 36 °C e -29 °C. La zona climatica di resistenza è quella di tipo 5b, con una temperatura media annuale minima dell'aria di -24,1 °C.
Il tasso di precipitazione media annua a Bar Harbor è di 1.411 mm: novembre è il mese più piovoso con 150 mm di piogge in media, mentre luglio è il più secco con 83 mm. Le precipitazioni sono distribuite uniformemente durante tutto l'anno, con una media di dicembre per la maggior parte dei giorni di circa 14 mm è quella di agosto con circa 9. I giorni medi annui con precipitazioni sono 139. La caduta di neve è stata attestata da ottobre a maggio, anche se perlopiù essa cade da dicembre a marzo. Il mese più nevoso è gennaio con 46 cm e la media annuale risulta pari a 167 cm.
| Parco nazionale di Acadia, Maine | Mesi | Mesi | Mesi | Mesi | Mesi | Mesi | Mesi | Mesi | Mesi | Mesi | Mesi | Mesi | Stagioni | Stagioni | Stagioni | Stagioni | Anno  |
| Parco nazionale di Acadia, Maine | Gen  | Feb  | Mar  | Apr  | Mag  | Giu  | Lug  | Ago  | Set  | Ott  | Nov  | Dic  | Inv      | Pri      | Est      | Aut      | Anno  |
| -------------------------------- | ---- | ---- | ---- | ---- | ---- | ---- | ---- | ---- | ---- | ---- | ---- | ---- | -------- | -------- | -------- | -------- | ----- |
| T. max. media (°C)               | 0,3  | 1,6  | 5,3  | 11,8 | 18,1 | 23,3 | 26,3 | 25,7 | 21,6 | 14,7 | 8,8  | 3,2  | 1,7      | 11,7     | 25,1     | 15,0     | 13,4  |
| T. media (°C)                    | −4,6 | −3,2 | 0,7  | 6,7  | 12,6 | 17,7 | 20,9 | 20,6 | 16,6 | 10,3 | 4,6  | −1,1 | −3,0     | 6,7      | 19,7     | 10,5     | 8,5   |
| T. min. media (°C)               | −9,4 | −8,1 | −3,9 | 1,6  | 7,1  | 12,1 | 15,7 | 15,4 | 11,6 | 6,0  | 0,4  | −5,3 | −7,6     | 1,6      | 14,4     | 6,0      | 3,6   |
| T. max. assoluta (°C)            | 14   | 16   | 28   | 29   | 36   | 35   | 36   | 34   | 35   | 28   | 22   | 17   | 17       | 36       | 36       | 35       | 36    |
| T. min. assoluta (°C)            | −29  | −28  | −24  | −13  | −4   | 0    | 2    | 2    | −1   | −9   | −16  | −25  | −29      | −24      | 0        | −16      | −29   |
| Precipitazioni (mm)              | 114  | 98   | 125  | 131  | 114  | 109  | 83   | 88   | 107  | 149  | 150  | 144  | 356      | 370      | 280      | 406      | 1 412 |
| Giorni di pioggia                | 12,1 | 9,8  | 12,2 | 11,6 | 13,5 | 12,1 | 10,8 | 9,3  | 10,7 | 11,5 | 11,4 | 13,7 | 35,6     | 37,3     | 32,2     | 33,6     | 138,7 |
| Nevicate (cm)                    | 46   | 34   | 37   | 12   | 0    | 0    | 0    | 0    | 0    | 0,51 | 7,6  | 30,0 | 110,0    | 49,0     | 0,0      | 8,1      | 167,1 |

### Centri visita
Sei centri di informazioni per i visitatori si trovano all'interno o nelle vicinanze del parco, incluso il principale centro visitatori di Hulls Cove (a nord-ovest di Bar Harbor), uno di tipo naturalistico a Sieur de Monts (a sud di Bar Harbor), un centro informazioni sull'isola di Thompson (lungo il strada per l'isola di Mount Desert), un altro sito presso Village Green a Bar Harbor, un museo storico situato a Islesford, sull'isola di Little Cranberry, e il Rockefeller Welcome Center nella penisola di Schoodic. Il Rockefeller Welcome Center è l'unico aperto tutto l'anno, con la sola eccezione dei fine settimana invernali; gli altri sono tutti chiusi nel corso dell'inverno.

## Storia

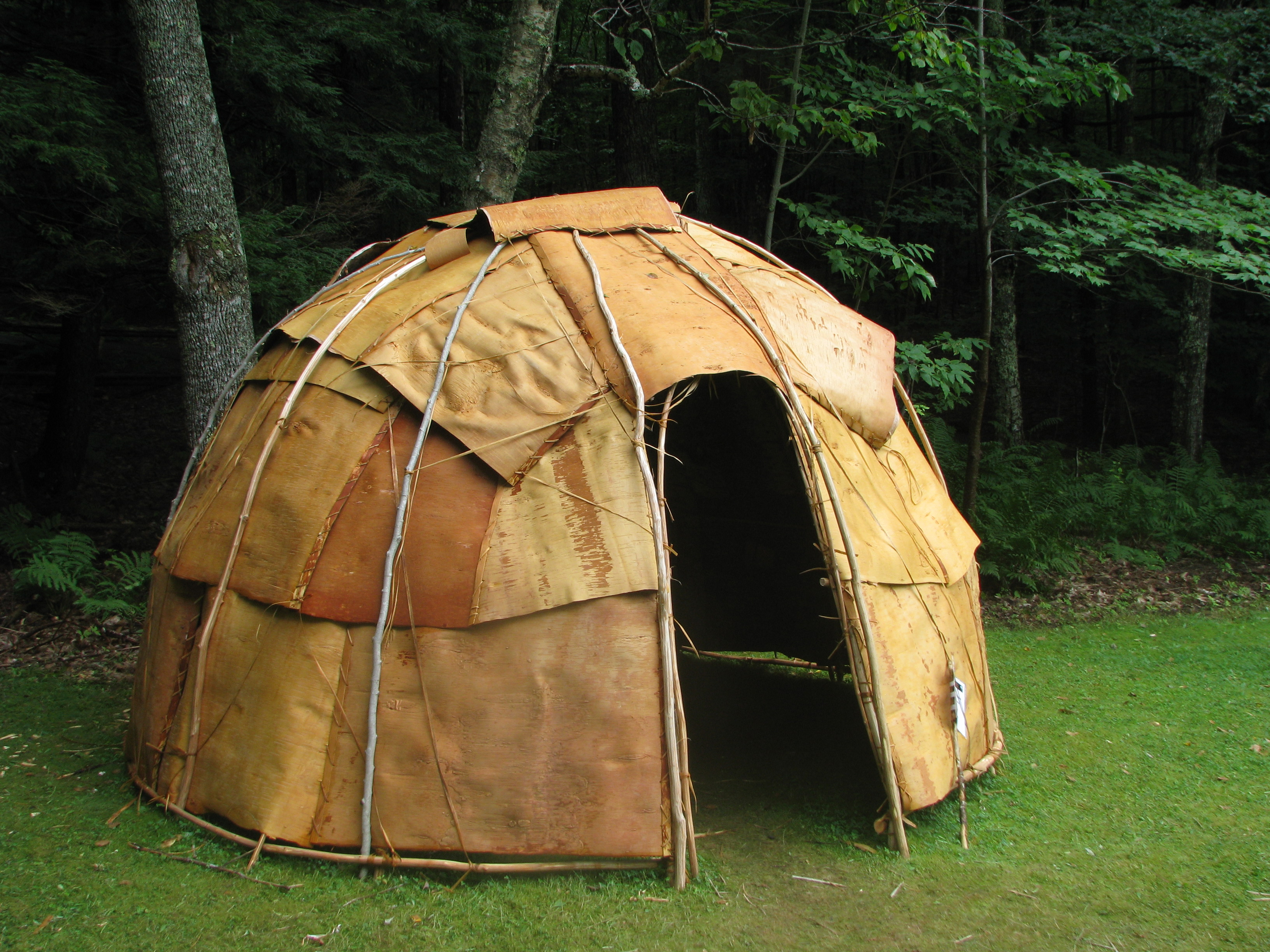
Replica di un wigwam in corteccia di betulla dei Penobscot

### Epoca antica
I nativi americani hanno popolato l'area chiamata Acadia per almeno 12.000 anni, comprese le aree costiere del Maine, del Canada e delle isole adiacenti. La Confederazione Wabanaki era composta da cinque tribù correlate agli Algonchini: i Maliseet, i Mi'kmaq, i Passamaquoddy, gli Abenachi e i Penobscot. Alcune di queste comunità chiamano l'isola di Mount Desert Pemetic ("catena montuosa"), che è rimasta al centro della tradizionale patria ancestrale dei Wabanaki fino ai giorni nostri. L'etimologia del nome del parco si deve al termine Mi'kmaq akadie ("pezzo di terra"), che è stato tradotto in "l'Acadie" dagli esploratori francesi e poi in inglese come Acadia.
I Wabanaki solevano recarsi sull'isola a bordo di canoe in corteccia di betulla per cacciare, pescare, raccogliere bacche, raccogliere vongole e risorse per la produzione di ceste e per commerciare con altri Wabanaki. Tra i siti in cui si accampavano maggiormente si deve segnalare lo stretto di Somes.
All'inizio del XVII secolo, Asticou era il capotribù attivo nella grande area dell'isola di Mount Desert, un distretto di una confederazione intertribale nota come Mawooshen e guidata dal grande capo Bashaba. Castine (Pentagoet nella lingua nativa) era il luogo di ritrovo preferito del grande capo per le tribù Wabanaki. Il sito si trova appena a ovest dell'isola di Mount Desert, alla foce del fiume Bagaduce nella parte orientale della baia di Penobscot. Dal 1615, Castine si sviluppò e si affermò come importante centro di commercio di pellicce, con i venditori francesi, inglesi e olandesi che si contesero tutti la supremazia. Le pelli di foca e di alci erano tra i prodotti più scambiati dai Wabanaki e gli europei. All'inizio degli anni 1620, la guerra e le malattie giunte dal Vecchio Continente, tra cui vaiolo, colera e influenza, avevano decimato le tribù dall'isola di Mount Desert verso sud a capo Cod, decimando circa il 90% della popolazione nativa.

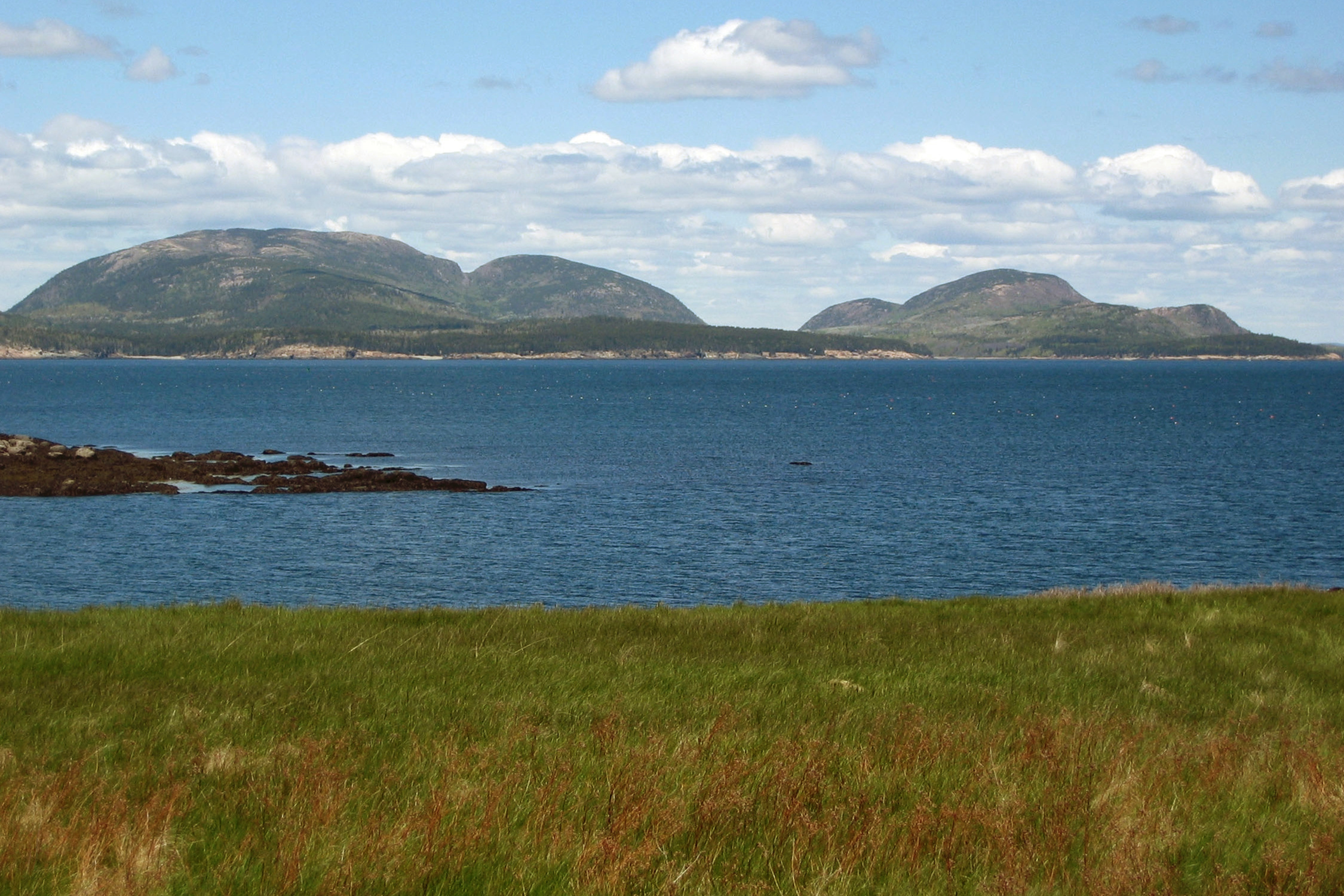
L'isola di Mount Desert vista dall'isola di Baker

Il confine stabilito tra gli Stati Uniti e il Canada dopo la Rivoluzione americana finì per suddividere le terre dei Wabanaki. La confederazione fu sciolta intorno al 1870 a causa delle pressioni dei governi americano e canadese, sebbene le comunità tribali continuassero a interagire nei loro modi tradizionali. Nel XIX secolo, i Wabanaki vendevano ceste fatte a mano in corteccia di frassino e betulla ai viaggiatori. I Wabanaki eseguivano danze per turisti estivi e residenti a Sieur de Monts e nella città di Bar Harbor, con le loro guide Wabanaki che conducevano escursioni in canoa intorno alla baia di Frenchman e nei dintorni delle isole Cranberry.
Per due anni, dal 1970 al 1971, gli eredi delle antiche tribù gestirono un centro educativo Wabanaki chiamato T.R.I.B.E. (Insegnamento e ricerca nell'educazione biculturale) sul lato occidentale del lago Eagle. I processi relativi alle rivendicazioni sulle terre degli indiani d'America nel Maine terminarono nel 1980 e nel 1991. Il primo Festival dei nativi americani di Bar Harbor si tenne nel 1989, un evento divenuto poi a cadenza annuale e pubblicizzato congiuntamente dalle tribù e dal museo di Abbe. La Maine Indian Basketmakers Alliance vide la luce nel 1993, assistendo nel coordinamento del festival annuale con il museo.
Attualmente, ogni tribù ha una riserva e un quartier generale del governo situati all'interno dei loro territori in tutto il Maine. Alcuni Wabanaki vivono sull'isola di Mount Desert, mentre altri assistono alle riunioni del consiglio presso il museo di Abbe, durante le quali si tengono esibizioni, mostre, esposizioni di artigianato e vendita di ceste fatti a mano.

### Esplorazioni geografiche

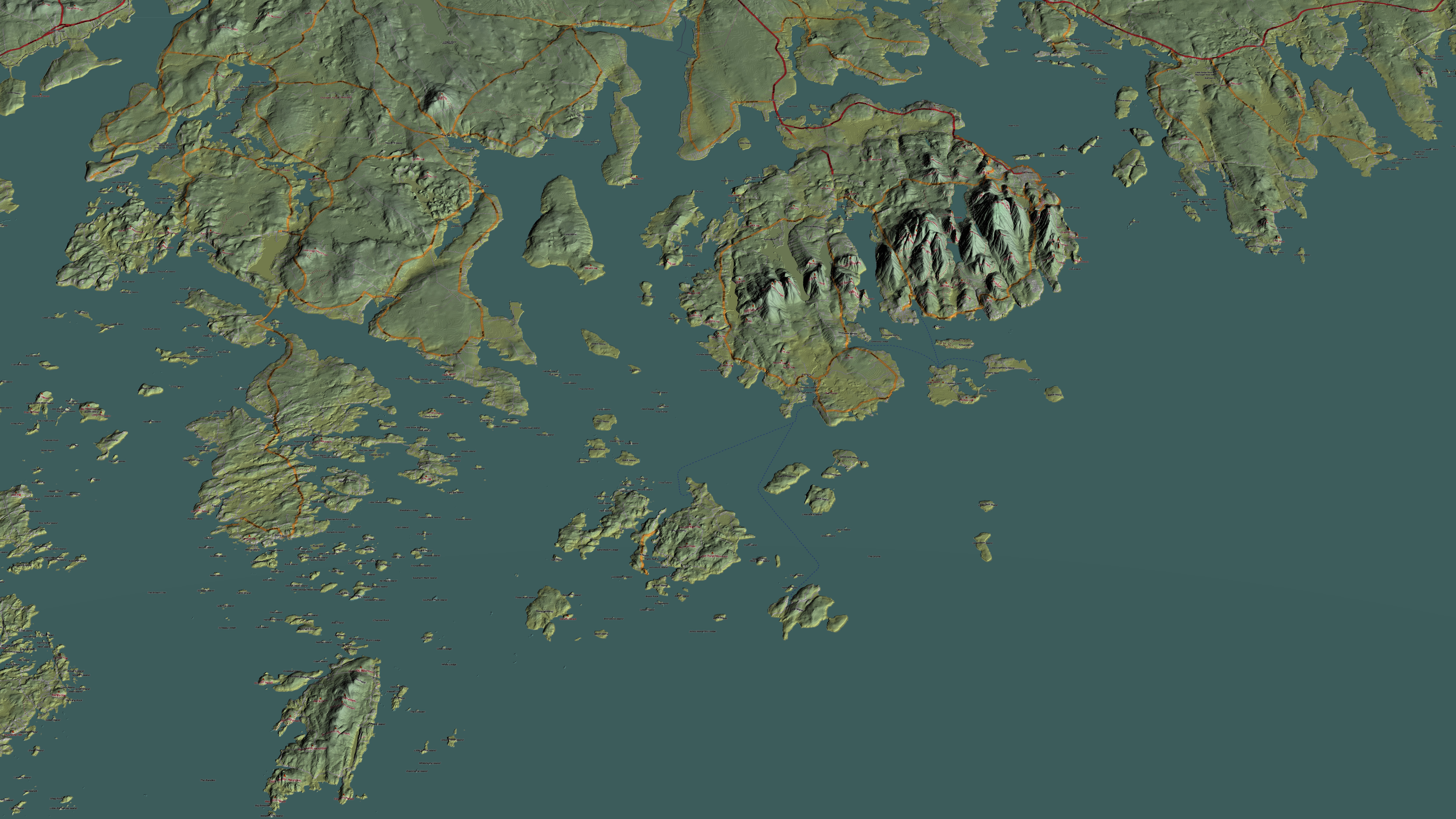
Il parco in un'immagine aerea generata al computer in 3D

L'esploratore italiano Giovanni da Verrazzano navigò lungo la costa dell'isola di Mount Desert durante una spedizione per la Corona francese nel 1524. Fu seguito da Estêvão Gomes, un esploratore portoghese per la Corona spagnola nel 1525. L'esploratore cisalpino Jean Alfonse arrivò nel 1542, facendosi strada nella baia di Penobscot e riportando dei dettagli sul commercio di pellicce. Il navigatore portoghese Simon Ferdinando guidò una spedizione inglese nel 1580.
Alcune centinaia di persone vivevano sull'isola di Mount Desert quando Samuel de Champlain arrivò nel 1604. Furono due Wabanaki a guidare Champlain sull'isola di Mount Desert, da lui battezzata Isle des Monts Deserts (Isola delle montagne aride) a causa delle sue cime aride; inoltre, chiamò Isle au Haut (Isola Alta) in questa maniera a causa della sua altezza.
Mentre navigava lungo la costa il 5 settembre 1604, Champlain riferì:

### Insediamento degli europei

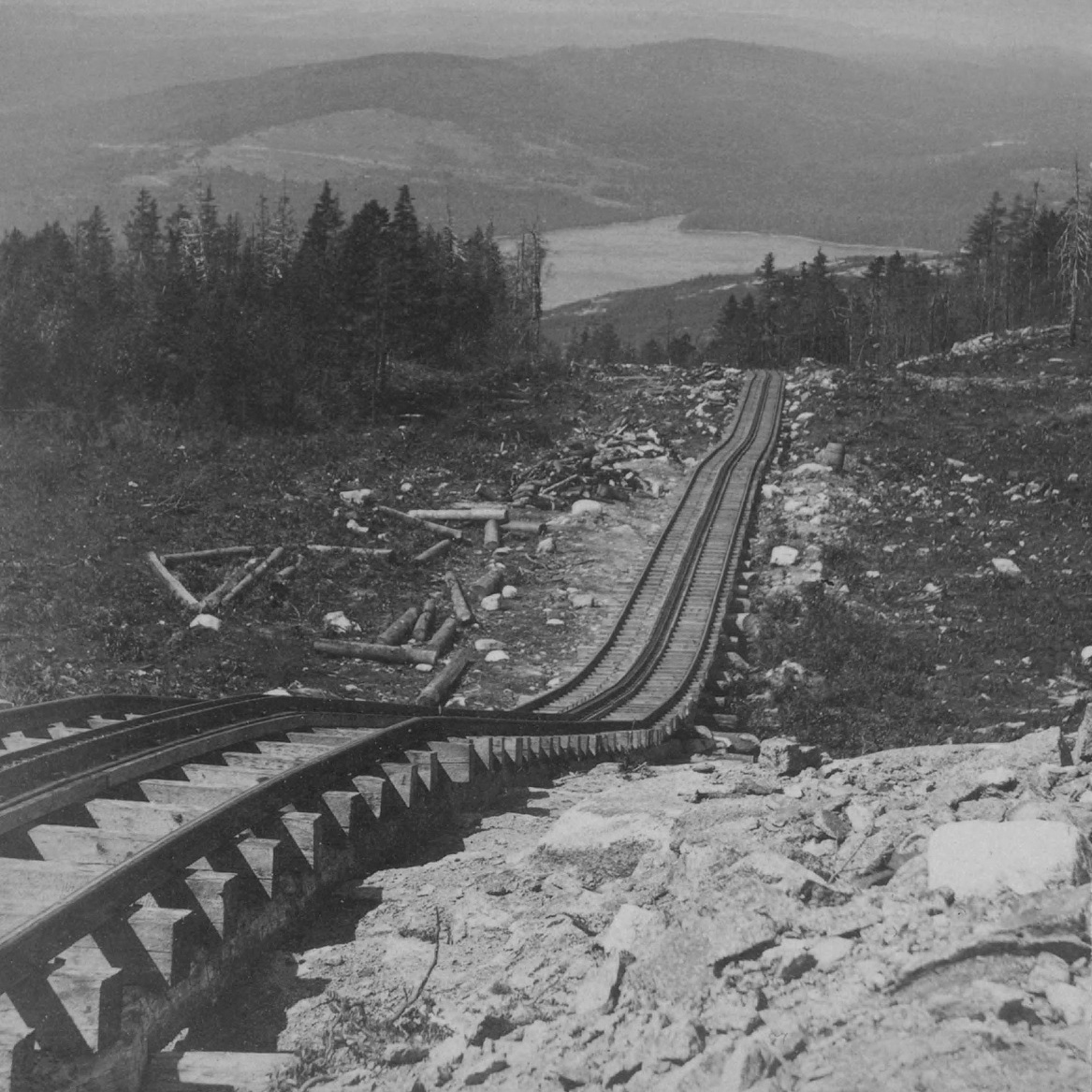
La ferrovia Green Mountain Cog percorreva la tratta dal lago Eagle al monte Cadillac tra il 1888 e il 1890

La prima colonia missionaria francese in America fu fondata sull'isola di Mount Desert nel 1613, ma venne distrutta poco tempo dopo da una nave armata della Colonia della Virginia come primo atto di guerra aperta nella lunga lotta che portò alle guerre franco-indiane. L'isola andò concessa a Antoine de la Mothe Cadillac da Luigi XIV di Francia nel 1688, ma questi la cedette all'Inghilterra nel 1713. Il governatore del Massachusetts Francis Bernard assunse il controllo dell'isola nel 1760. Nel 1790 il Massachusetts concesse la metà orientale dell'isola alla nipote di Cadillac, tale de Gregorio, mentre il figlio di Bernard, John, preservò la proprietà della metà occidentale. Il primo riferimento a visitatori giunti in estate in vacanza sull'isola risale al 1855 e il servizio di battelli a vapore da Boston fu inaugurato nel 1868. La ferrovia di Green Mountain Cog fu costruita dalla riva del lago Eagle fino alla cima del monte Cadillac nel 1888. Nel 1901, una riforma legislativa relativa al Maine concesse alla contea di Hancock la possibilità di emanare un atto per acquisire e detenere dei terreni sull'isola nell'interesse pubblico. Il primo fu donato dalla signora Eliza Homans di Boston nel 1908 e 20 km² furono acquisiti nel 1914.

### Meta di villeggiatura
Artisti e giornalisti avevano accesso i riflettori sulla zona rendendo popolare l'isola a metà del 1800. I pittori provenivano dalla Hudson River School, tra cui Thomas Cole e Frederic Church, ispirando mecenati e amici a visitare la località. Il termine rusticators venne utilizzato per descrivere i primi visitatori che soggiornavano nelle case dei pescatori e degli agricoltori locali a basso costo. Ogni estate i rusticators tornavano per rinnovare le amicizie con gli isolani locali e per godersi la fresca aria salmastra e il ritmo rilassato. Le sistemazioni divennero presto insufficienti per il crescente numero di visitatori estivi e nel 1880 sull'isola operavano già trenta hotel; con il tempo, il turismo cominciò ad affermarsi come settore principale nell'economia locale.
Per alcuni statunitensi, il ventennio 1880-1890 coincise con un periodo di grande ricchezza. L'isola di Mount Desert, essendo lontana dalle città dell'est, divenne un rifugio estivo per famiglie quali i Rockefeller, i Morgan, i Ford, i Vanderbilt, i Carnegie e gli Astor. Queste famiglie fecero costruire eleganti tenute, da loro definite cottage. Lusso, raffinatezza e grandi fiere soppiantarono l'atmosfera contraddistinta da picnic ed escursioni dalla durata di un giorno compiute dai rusticators. Per più di quarant'anni, il ceto benestante trascorse sull'isola di Mount Desert i mesi estivi, ma la grande depressione e la seconda guerra mondiale comportarono il declino di questa tendenza.

### Istituzione del parco

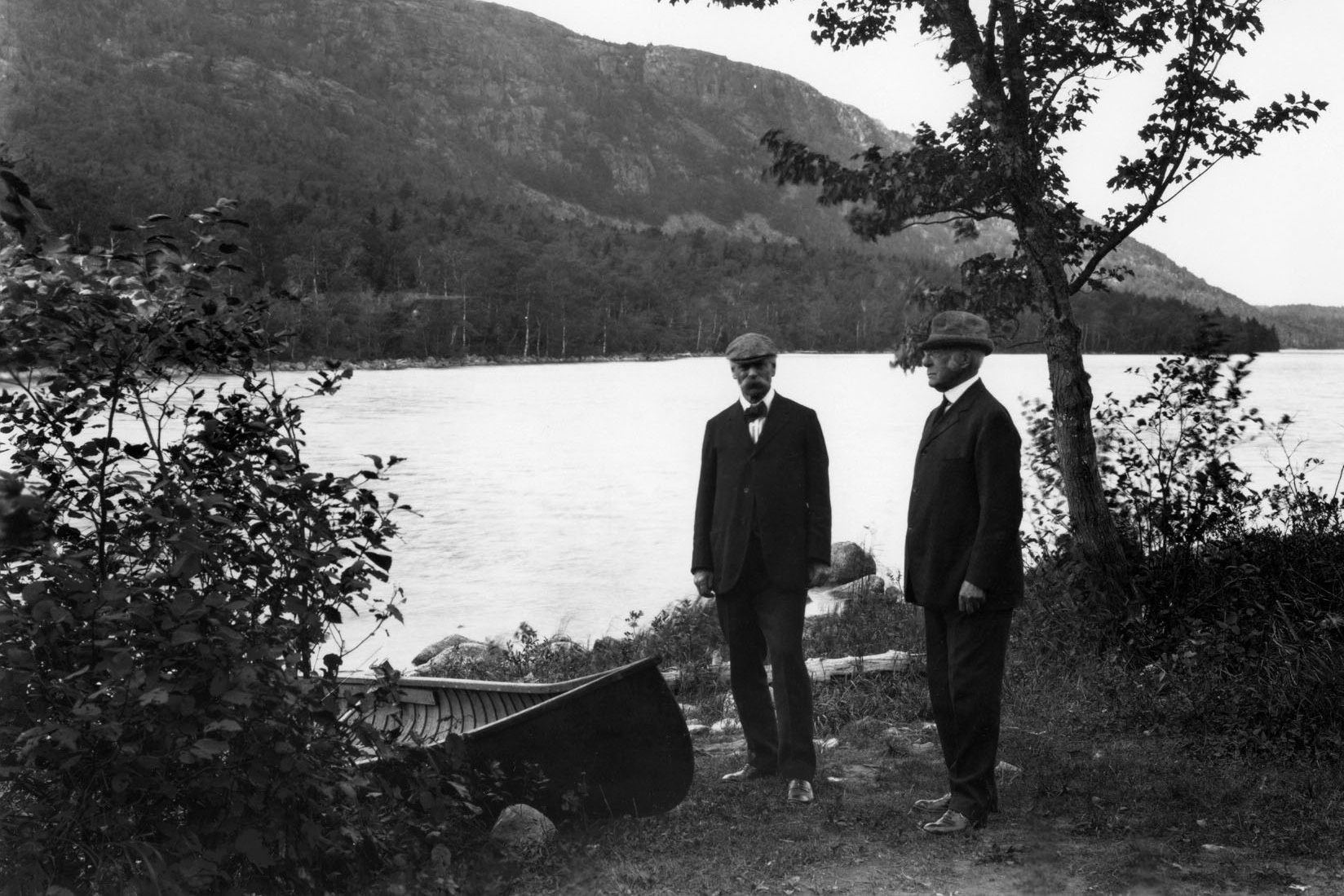
George B. Dorr e Charles W. Eliot sulla riva del Jordan Pond

L'idea di dare vita al parco si attribuisce all'architetto paesaggista Charles Eliot. George B. Dorr, definito «il padre del parco nazionale di Acadia», assieme al genitore di Eliot Charles W. Eliot (presidente di Harvard dal 1869 al 1909), finanziò l'idea sia attraverso donazioni di terra sia attraverso una maggiore tutela a livello statale e federale. In seguito, Dorr servì come primo sovrintendente del parco, ma fu il presidente Woodrow Wilson a stabilire per la prima volta il suo status federale di Sieur de Monts nominandolo monumento nazionale l'8 luglio 1916, anno di fondazione del National Park Service. Si trattò del primo parco nazionale nato da terre private donate allo Stato.
(George B. Dorr, Acadia National Park: Its Origin and Background, pp. 53 e 55)
Il 26 febbraio 1919 il Congresso ha rinominato il monumento nazionale come Parco nazionale di Lafayette, il primo situato a est del fiume Mississippi e l'unico negli Stati Uniti nordorientali. Il parco deve il nome a Marquis de Lafayette, un influente partecipante francese alla Rivoluzione americana. I lavori per la Jordan Pond Road cominciarono nel 1922 e il completamento dell'autostrada panoramica avvenne nel 1927. Il 19 gennaio 1929 il nome del parco è stato cambiato in Acadia National Park, in onore dell'ex colonia francese di Acadia che un tempo comprendeva il Maine. La penisola di Schoodic fu aggiunta al parco nel 1929 e la Cadillac Mountain Summit Road, iniziata nel 1925, andò completata nel 1931.

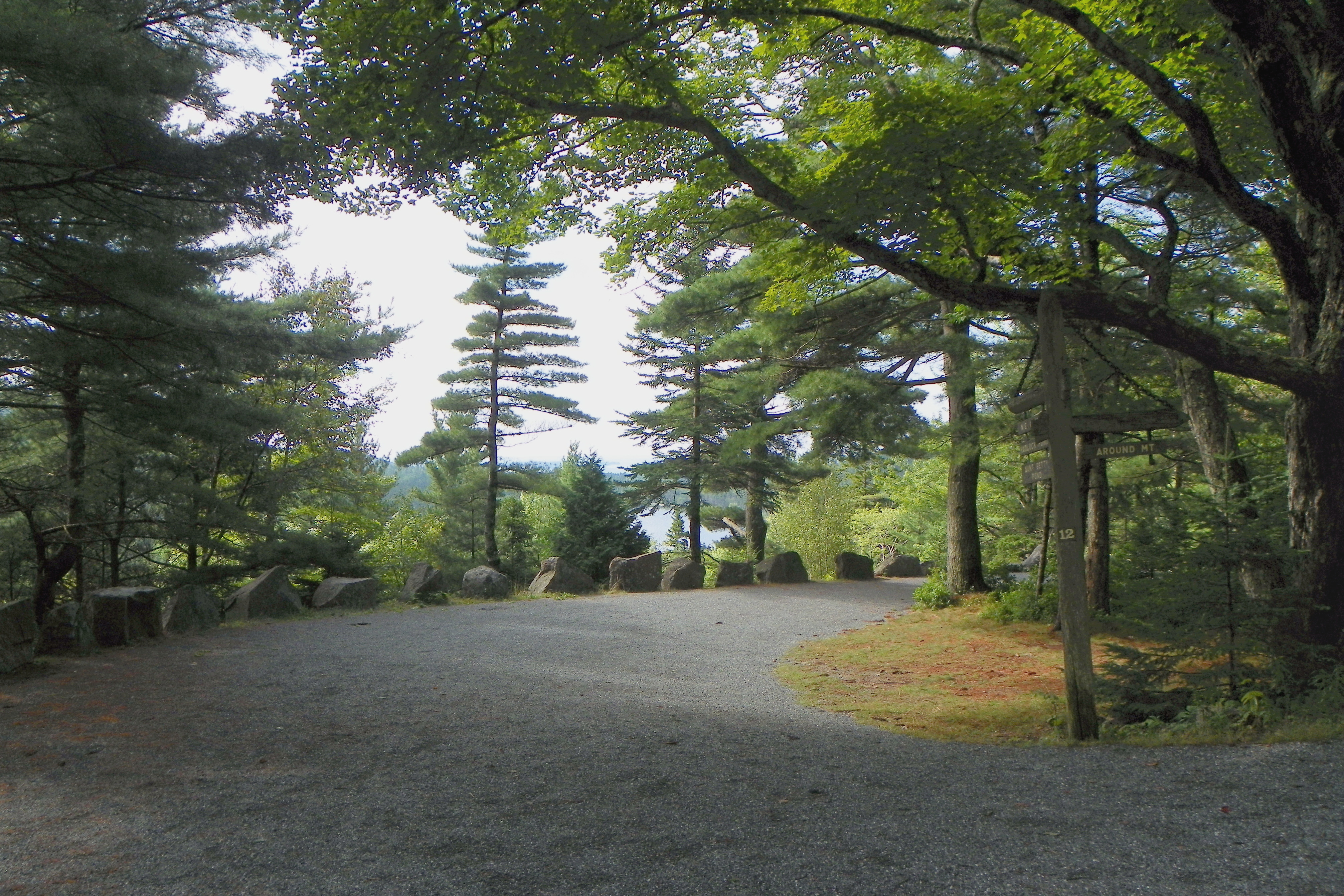
Strada carrozzabile con i "Denti di Rockefeller" al fianco (delle rocce di granito ai lati della carreggiata)

Dal 1915 al 1940, il ricco filantropo John D. Rockefeller Jr. finanziò, progettò e si preoccupò di seguire la costruzione di una rete di strade percorribili tramite carrozze in tutto il parco. Egli patrocinò inoltre l'architetto paesaggista Beatrix Farrand, la cui famiglia possedeva una casa estiva a Bar Harbor chiamata Reef Point Estate, allo scopo di supervisionare i lavori delle strade carrozzabili nel 1930 circa. La rete originariamente comprendeva circa 92 km di nuove strade carrozzabili in ghiaia con diciassette ponti in cemento armato con rivestimento in pietra (di cui sedici finanziati da Rockefeller) e due centri per i custodi, uno situato a Jordan Pond e l'altro vicino a Northeast Harbor. Circa 72 km di strade carrozzabili sono mantenute e accessibili all'interno dei confini del parco. Le rocce in granito poste a mo' di barriera esterna lungo i bordi delle strade carrozzabili sono soprannominati "I denti di Rockefeller". I percorsi in ghiaia sono attualmente aperti dalla fine della stagione dei fanghi primaverili, generalmente a fine aprile, durante i mesi estivi, autunnali e invernali, fino al successivo disgelo primaverile un'altra chiusura a marzo per evitare danni al fondo stradale.
Il primo naturalista del parco, Arthur Stupka, fu altresì il primo a prestare servizio in un distretto degli Stati Uniti orientali sottoposto all'autorità del National Park Service a tutela delle aree protette. Unitosi ai lavoratori attivi per la protezione del parco nel 1932, in qualità di naturalista scrisse, curò e pubblicò un'opera in quattro volumi intitolata "Nature Notes from Acadia" (1932-1935).

### Cronologia amministrativa

#### Affiliazione regionale
Quando nel 1937 si istituirono le regioni del parco nazionale, l'Acadia ricadde nella regione I, il cui ufficio amministrativo aveva sede a Richmond, in Virginia. Quando la regione I subì una ripartizione nel 1955, l'area confluì nella regione V, facente capo a Filadelfia. Nel 1962 le località della regione che erano state semplicemente numerate ricevettero una propria designazione, mentre l'Acadia fu inserita nella Regione del Nord-Est. Nel 1973, quest'ultima fu suddivisa nella regione del Medio Atlantico e nella regione dell'Atlantico settentrionale, con Acadia nella regione dell'Atlantico settentrionale e un ufficio con sede a Boston. Nel 1995 le dieci unità amministrative vennero riconvertite in sette e l'Acadia ricadde nella Northeast Area, facente capo a Filadelfia. Nel 1997 le aree del campo sono state rinominate in regioni.

#### Sovrintendenti
Di seguito un elenco dei sovrintendenti del parco.
| Sovrintendente                      | Insediamento     | Decadenza        |
| ----------------------------------- | ---------------- | ---------------- |
| George B. Dorr                      | 26 febbraio 1919 | 8 maggio 1944    |
| Benjamin L. Hadley (ad interim)     | 8 luglio 1944    | 20 novembre 1944 |
| Benjamin L. Hadley                  | 20 novembre 1944 | 31 marzo 1953    |
| Charles R. Scarborough (ad interim) | 15 luglio 1952   | 4 novembre 1953  |
| Frank R. Givens                     | 4 dicembre 1953  | 17 ottobre 1959  |
| Harold A. Hubler                    | 18 ottobre 1959  | 30 dicembre 1965 |
| Thomas B. Hyde                      | 30 gennaio 1966  | 4 maggio 1968    |
| John M. Bene                        | 21 aprile 1968   | 8 agosto 1971    |
| Keith E. Miller                     | 22 agosto 1971   | 9 settembre 1978 |
| Lowell White                        | 9 ottobre 1978   | 15 novembre 1980 |
| Warner Forsell (ad interim)         | 16 novembre 1980 | 30 maggio 1981   |
| Ronald N. Wrye                      | 31 maggio 1981   | 19 luglio 1986   |
| Robert Joseph Abrell (ad interim)   | 20 luglio 1986   | 31 gennaio 1987  |
| John A. Hauptman                    | 2 gennaio 1987   | 23 marzo 1991    |
| Leonard V. Bobinchock (ad interim)  | 24 marzo 1991    | 5 aprile 1991    |
| Robert W. Reynolds                  | 5 maggio 1991    | 1994             |
| Leonard V. Bobinchock (ad interim)  | 1994             | 1994             |
| Paul Haertel                        | 1994             | 2002             |
| Leonard V. Bobinchock (ad interim)  | 2002             | 2003             |
| Sheridan Steele                     | 2003             | 2015             |
| Kevin Schneider                     | 2015             |                  |

### Incendi del 1947

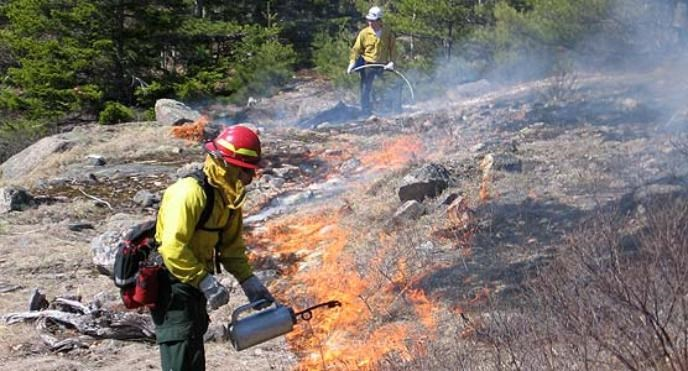
Pompieri spengono un'area sottoposta a incendi boschivi programmati. Tale pratica ha lo scopo precauzionale di evitare che l'impatto degli incendi naturali o dolosi possa essere amplificato

A partire dal 17 ottobre 1947, più di 40,5 km² del parco bruciarono durante un incendio che distrusse anche altri 28,3 km² dell'isola di Mount Desert al di fuori dell'area protetta. Le fiamme scoppiarono lungo Crooked Road, a ovest di Hulls Cove e a nord-ovest di Bar Harbor. Il rogo andò a sommarsi alla lunga serie di incendi che devastarono gran parte della vegetazione del Maine nel corso di un'annata particolarmente secca. L'incendio durò fino al 14 novembre e la sua avanzata fu contrastata dalla Guardia Costiera, dall'Aeronautica Militare, dalla Marina, dai residenti locali e dai dipendenti del National Park Service giunti da tutto il Paese. Sessantasette delle storiche residenze estive lungo Millionaires Row, allo stesso modo di altri 170 edifici e cinque hotel, finirono distrutti. Il restauro del parco fu perlopiù sostenuto economicamente dalla famiglia Rockefeller. La ricrescita della flora è avvenuta in maniera naturale con nuove foreste decidue costituite da betulle e pioppi tremuli che esaltano i colori del fogliame autunnale, evento che ha aggiunto diversità alla vegetazione del posto e ha consentito anche alla fauna di tornare a prosperare nella regione.

## Paleontologia
La formazione Presumpscot ha generato una collezione diversificata di fossili, perlopiù marini. La formazione è composta da limo e argilla depositatisi tra 15 e 11.000 anni fa, quando la depressione isostatica innalzò il livello del mare e la terraferma discese di circa 101-120 m sopra il livello attuale. Il rimbalzo post glaciale ha abbassato il livello del mare, esponendo il fondale marino a una profondità di circa 59 m al di sotto della quota odierna. L'aumento globale del livello delle acque ha sommerso la piattaforma continentale fino al livello attuale.
I fossili vegetali includono pollini, spore, tronchi e altre piante macrofossili. I resti di invertebrati includono foraminiferi (protisti che compongono i gusci delle conchiglie), spicole di spugne, briozoi, bivalvi, gasteropodi, Spirorbis, coleotteri, formiche, cirripedi, crostacei decapodi (granchi, gamberi, aragoste, ecc.), ostracodi (piccoli crostacei) e (stelle serpentine). I fossili di vertebrati comprendono pesci e alcuni rari mammiferi di grandi dimensioni, tra cui trichechi, balene e un mammut. Dei resti di trichechi sono stati segnalati sull'isola di Andrews, 31 km a ovest di Isle au Haut, ad Addison, situato 37 km a nord-est della penisola di Schoodic, e a Gardiner, 92 km a ovest-nordovest di Isle au Haut. Delle ossa di mammut sono state infine trovate a Scarborough, 140 km a sud-ovest di Isle au Haut.

## Ambiente naturale

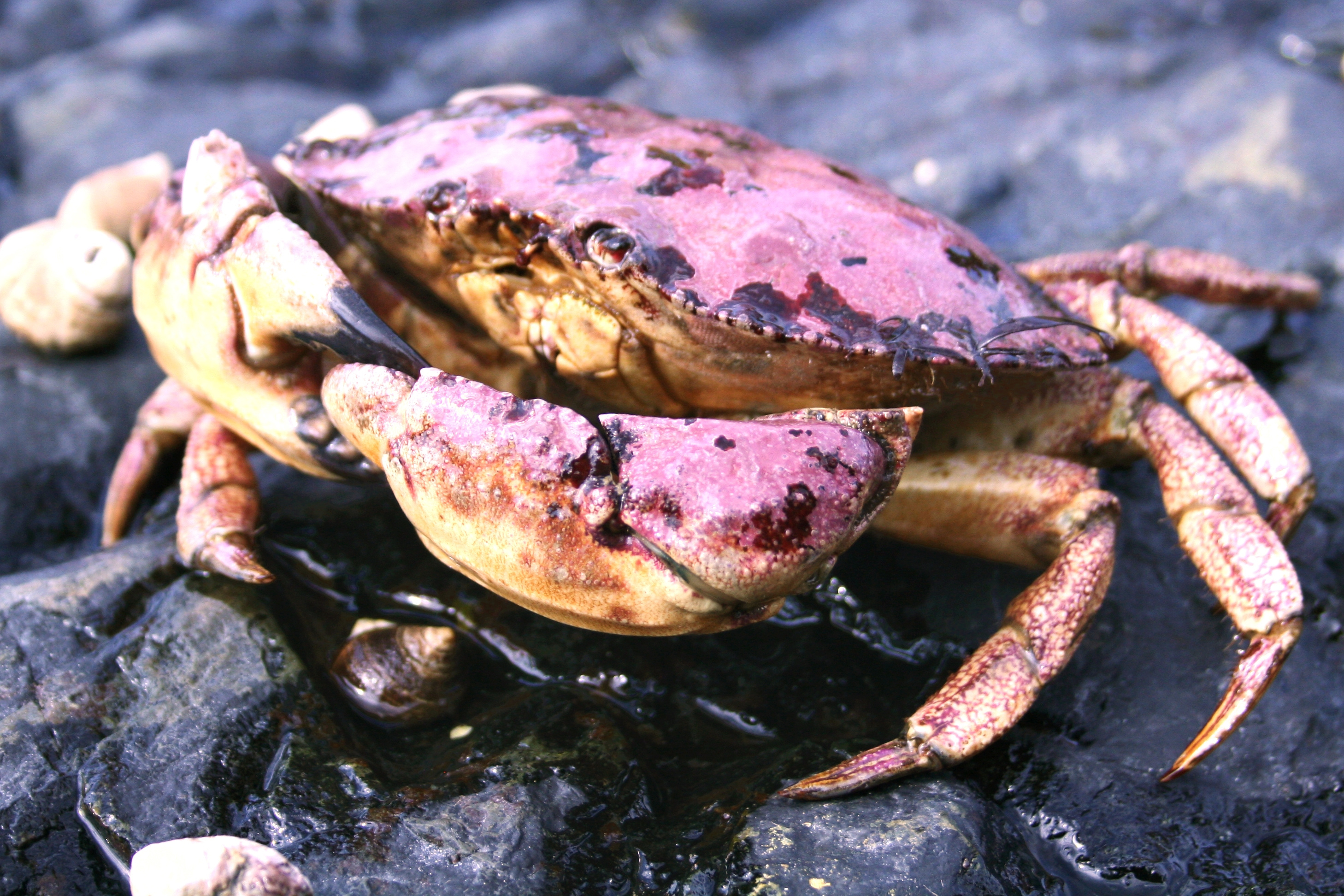
I granciporri atlantici (Cancer borealis) abitano il piano mesolitorale e subtidale del parco

Le zone ecologiche del Parco nazionale di Acadia, dalla quota più alta alla più bassa, includono vette pressoché spoglie, foreste boreali e decidue sui pendii orientali e settentrionali delle montagne, laghi e stagni d'acqua dolce, nonché zone umide come paludi e acquitrini nelle valli tra le montagne. Infine, si deve segnalare la costa atlantica con spiagge rocciose e sabbiose, il piano mesolitorale e quello subtidale.
Piccole piante crescono nelle diaclasi di granito situate nella zona subalpina sulle cime delle montagne e sul lato sottovento delle rocce. Vicino alle cime sopravvive anche qualche albero di alto fusto con tronchi stentati e nodosi. Le conifere risultano la principale componente vegetale delle foreste boreali, ma nelle foreste decidue sono presenti querce, aceri, faggi e altri alberi tipici del New England. Il pino rigido (Pinus rigida) e la Quercus ilicifolia danno vita a boschetti isolati nella sezione nord-orientale della zona protetta, mentre i pini di Banks (Pinus banksiana) raggiungono il limite meridionale del loro areale ad Acadia.
Quattordici grandi stagni e dieci piccoli acquitrini forniscono l'habitat per molte specie di pesci e uccelli acquatici. Più del 20% del parco rientra nella zona umida, con le paludi che costituiscono il passaggio tra gli ambienti terrestri e acquatici, preservando la biodiversità e fornendo un habitat per numerose specie viventi. La fauna locale frequenta le zone umide insieme a specie che nidificano, svernano o migrano, come gli uccelli lungo la rotta migratoria atlantica. Le zone umide si compongono per il 37,5% da habitat marini (acqua di mare), 31,6% palustri (acqua stagnante), 20% estuari (acqua costiera, salmastra), 10,7% lacustri (laghi e stagni di acqua dolce) e 0,2% fluviali (ruscelli che scorrono). Circa 86,3 km di ruscelli perenni e 76,1 km di ruscelli stagionali scorrono attraverso il parco, mentre circa 80 km di costa circondano 110 laghi e stagni che comprendono 4,3 km².
La flora e la fauna intertidali abitano più di 97 km di costa rocciosa. Le acque marine ricche di nutrienti coprono le piante e gli animali intertidali due volte al giorno. Le pozze di acqua calma si formano tra le rocce intorno alla bassa marea abitate da stelle marine, mitili, oloturie e varie specie di alghe.

### Flora

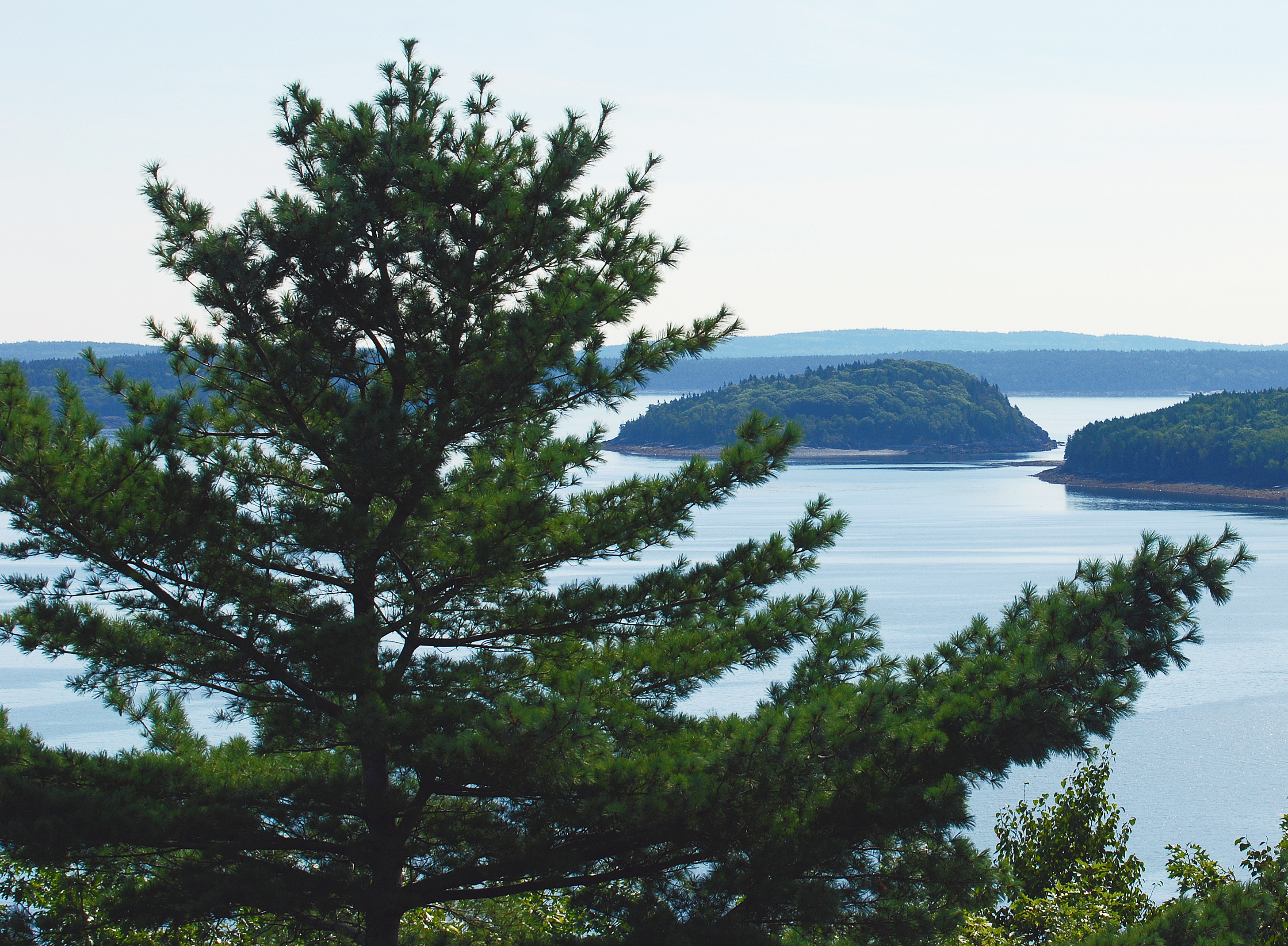
Un albero di pino bianco

La flora comune a entrambi i boschi decidui e le conifere includono specie quali il Vaccinium angustifolium, il Cornus canadensis, il Viburnum lantanoides, la Clintonia borealis, il Maianthemum canadense, l'Aralia nudicaulis, l'Amelanchier, il Trientalis borealis, lo Streptopus lanceolatus, la Gaultheria procumbens e il pino strobo (Pinus strobus).
Le foreste di conifere includono abeti balsamici (Abies balsamea), tsughe canadesi (Tsuga canadensis), pini rossi (Pinus resinosa), pecci rossi (Picea rubens) e pecci bianchi (Picea glauca). secondo l'opera del naturalista A.W. Kuchler, il parco potrebbe ospitare a nord-est nuove potenziali comunità di abeti e pecci nella zona delle foreste temperate di conifere. Le foreste di abeti rossi coprono più del 60% degli habitat popolati dalla flora nel parco. Tra i fiori di campo si segnalano specie di Dalibarda repens, Ilex mucronata, Monotropa hypopitys, Moneses uniflora, Pyrola, Epigaea repens, Oxalis montana e Cinna latifolia.
La cocciniglia dei pini rossi è un insetto invasivo la cui presenza è stata confermata sul lato meridionale della montagna di Norumbega, avendo lì causato la morte di svariati pini rossi così come vicino a Lower Hadlock Pond nel 2014.
Gli alberi da foresta decidui includono il frassino bianco (Fraxinus americana), il Populus grandidentata, il pioppo tremulo (Populus tremuloides), il faggio americano (Fagus grandifolia), la Betula papyrifera, la betulla gialla (Betula alleghaniensis), la quercia rossa (Quercus rubra), il frassino di montagna americano (Sorbus americana), l'acero montano (Acer spicatum), l'acero rosso (Acer rubrum), l'acero della Pennsylvania (Acer pensylvanicum) e l'acero zuccherino (Acer saccharum). Altre piante forestali decidue includono l'Eurybia macrophylla, il pruno della Virginia (Prunus virginiana), il sambuco dalle bacche rosse (Sambucus pubens), la felce di Natale (Polystichum acrostichoides), il Coptis trifolia, la sassifraga (Micranthes virginiensis), il Maianthemum racemosum, il Polygonatum e il Linnaea borealis.
Gli alberi che si trovano comunemente nelle montagne e nei luoghi rocciosi e asciutti del parco nazionale includono la betulla grigia (Betula populifolia), il ginepro comune (Juniperus communis), il pino di Banks (Pinus banksiana) e il pino rigido (Pinus rigida), mentre le specie vegetali più piccole includono l'ontano verde (Alnus alnobetula) e il pruno della Pennsylvania (Prunus pensylvanica). Altri arbusti e piante da fiore comuni che si trovano nelle montagne e nelle aree rocciose includono l'Aster alpinus, uva ursina (Arctostaphylos uva-ursi), il Vaccinium myrtilloides, il caprifoglio (Diervilla lonicera), l'aronia nera (Aronia melanocarpa), il Sibbaldiopsis tridentata, il mirtillo rosso (Vaccinium vitis-idaea), la felce aquilina (Pteridium aquilinum), il Solidago simplex, la campanula soldanella (Campanula rotundifolia), l'erica dorata (Hudsonia ericoides), l'agrifoglio di montagna (Ilex mucronata), il mirtillo nero (Gaylussacia baccata), il ginepro (Juniperus horizontalis) l'alloro delle pecore (Kalmia angustifolia), il lampone rosso (Rubus idaeus), la rosa della Virginia (Rosa virginiana), la Minuartia groenlandica, la salsapariglia ispida (Aralia hispida), la Comptonia e l'uva selvatica (Viburnum nudum). La Danthonia spicata è l'erba più comune che si trova nei terreni montuosi.

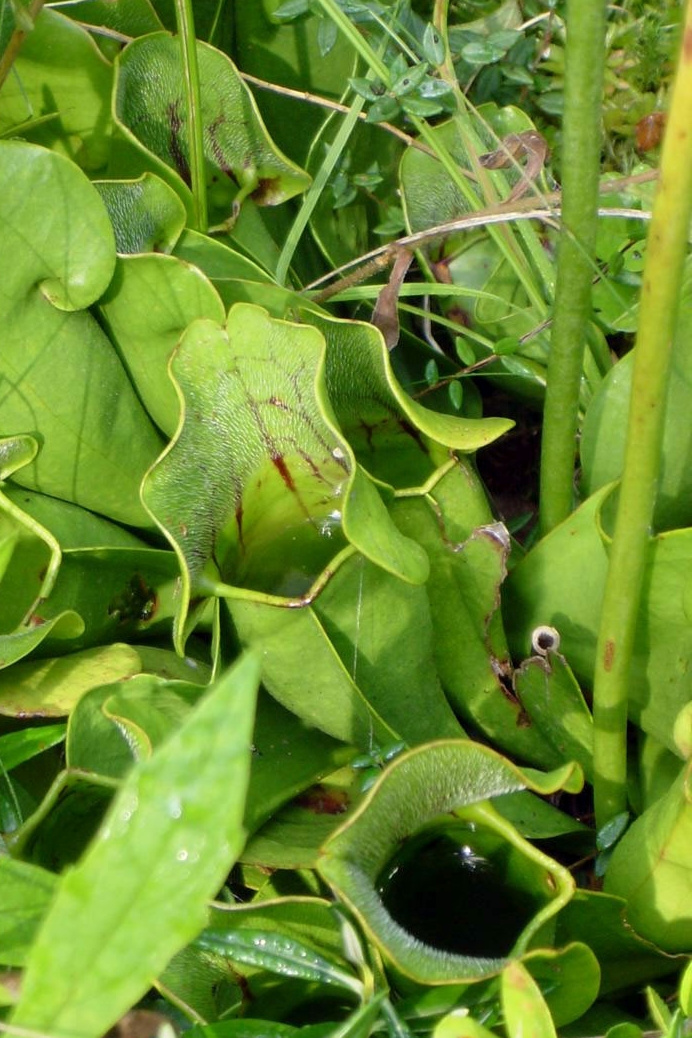
La Sarracenia purpurea, una pianta carnivora

Tra la torbiera si annoverano l'Oclemena nemoralis, l'Andromeda polifolia, l'erioforo (Eriophorum), l'ossicocco americano (Vaccinium macrocarpon), il Vaccinium oxycoccos, il Solidago uliginosa, il mirtillo nano (Gaylussacia dumosa), l'Iris versicolor, il Rhododendron groenlandicum, l'alloro di palude (Kalmia polifolia), la cosiddetta cassandra (Chamaedaphne calyculata), la Sarracenia purpurea, il rododendro canadese (Rhododendron canadense), la Rosa nitida, la Gaultheria hispidula, la rosolida (Drosera rotundifolia), la Drosera intermedia e la Myrica gale, insieme ad alberi di Larix laricina e di pecci neri (Picea mariana).
Nei prati si annoverano l'ontano (Alnus incana), l'Andromeda polifolia, l'astro settembrino (Symphyotrichum novi-belgii), il (Sisyrinchium montanum, l'Houstonia caerulea, l'Apocynum androsaemifolium, il camenerio (Epilobium angustifolium), la Solidago nemoralis, la Solidago rugosa, la Deschampsia flexuosa, la Spiraea tomentosa, la Lysimachia quadrifolia, il Thalictrum pubescens, la Spiraea alba, l'Asclepias syriaca, l'Anaphalis margaritacea, la fragola di bosco della Virginia (Fregaria virginiana) e la cresta di gallo minore (Rhinanthus minor).
Nelle paludi d'acqua dolce e negli stagni figurano la Sagittaria latifolia, l'Utricularia cornuta, il mirtillo gigante americano (Vaccinium corymbosum), il Calamagrostis canadensis, la tifa comune (Typha latifolia), la Lobelia dortmanna, la Pontederia cordata, l'iperico (Hypericum), la Lysimachia terrestris, la Rosa palustris, la Chelone glabra, la ninfea profumata (Nymphaea odorata) e la cresta di gallo minore (Nuphar variegata).
La sezione del parco dell'isola di Mount Desert ospita più della metà delle piante vascolari presenti in tutto il Maine. I campioni di piante, alghe e funghi raccolti durante le attività di ricerca nel parco vengono depositati per studi futuri in un erbario gestito congiuntamente dal parco e dal College of the Atlantic. Un giardino speciale chiamato The Wild Gardens of Acadia fu istituito nell'area del parco di Sieur de Monts nel 1961 e da allora si è ampliato fino a includere più di 400 specie di piante autoctone prelevate da ogni punto della zona protetta.

### Fauna

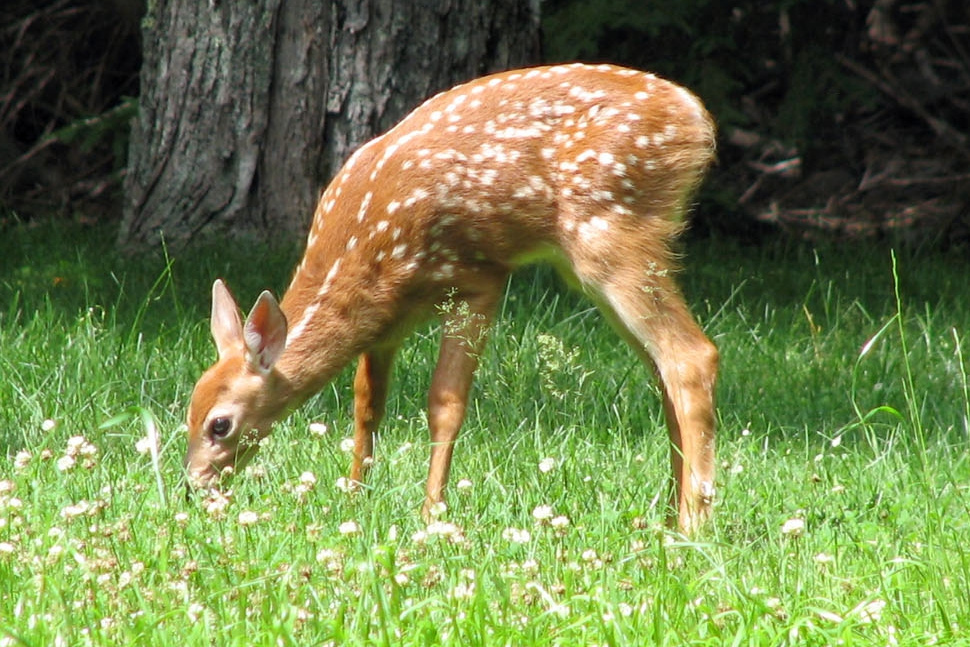
Cerbiatto di cervo della Virginia (Odocoileus virginianus)

L'ampia varietà di habitat naturali del parco ospita molte specie animali diverse. La posizione costiera incoraggia l'approdo di un gran numero di specie, ma l'isolamento del parco dalla terraferma limita i tipi di animali, in particolare le loro dimensioni. In generale, gli animali di taglia minore sono quelli che si adattano meglio, ragion per cui risultano più comuni e sono più facilmente osservabili rispetto a mammiferi quali orsi neri e alci.
Il parco è abitato da 37 specie di mammiferi. Tra i carnivori si annoverano l'orso nero (Ursus americanus), il coyote (Canis latrans), la volpe rossa (Vulpes vulpes), la volpe argentata, il procione comune (Procyon lotor), la lontra canadese (Lontra canadensis), la martora di Pennant (Pekania pennanti), il visone americano (Neogale vison), l'ermellino (Mustela erminea) e la donnola dalla lunga coda (Neogale frenata). Tra gli ungulati si annoverano invece l'alce (Alces alces) e il cervo dalla coda bianca (Odocoileus virginianus), mentre tra i roditori il castoro (Castor canadensis), la marmotta (Marmota monax), l'ursone (Erethizon dorsatum), l'arvicola dal dorso rosso meridionale (Myodes gapperi), cinque specie di topi (dai piedi bianchi (Peromyscus leucopus)), cervo (Peromyscus maniculatus), il lemming delle paludi del sud (Synaptomys cooperi), il saltatore dei boschi (Napaeozapus insignis) e il saltatore dei prati (Zapus hudsonius)), quattro specie di scoiattoli (glaucomio del nord (Glaucomys sabrinus), scoiattolo grigio (Sciurus carolinensis), scoiattolo rosso (Tamiasciurus hudsonicus) e tamia striato (Tamias striatus)). Gli eulipotifli comprendono invece cinque specie, ovvero il toporagno settentrionale dalla coda corta (Blarina brevicauda), il toporagno cinereo (Sorex cinereus), il Sorex fumeus, il Sorex hoyi e il toporagno comune (Sorex palustris) più la quasi affine talpa dal muso stellato (Condylura cristata). Tra i pipistrelli si segnalano il serotino bruno (Eptesicus fuscus), il vespertilio bruno (Myotis lucifugus), il pipistrello dai peli d'argento (Lasionycteris noctivagans), il vespertilio rosso orientale (Lasiurus borealis), il vespertilio cenerino (Lasiurus cinereus) e il pipistrello dalle orecchie lunghe (Myotis septentrionalis); la malattia fungina nota come sindrome del naso bianco è stata confermata nei roditori volanti presenti nel parco nel 2012. In zona vive anche una specie autoctona abbastanza schiva di lepre, la lepre scarpa da neve (Lepus americanus).
Sono sette le specie di rettili che vivono nel parco, tra cui cinque serpenti (del latte (Lampropeltis triangulum), Opheodrys vernalis, Storeria occipitomaculata occipitomaculata, giarrettiera orientale (Thamnophis sirtalis sirtalis) e il Diadophis punctatus edwardsii) e due tartarughe (la testuggine azzannatrice (Chelydra serpentina) e la tartaruga palustre dipinta (Chrysemys picta)).
Undici diversi generi di anfibi abitano il parco, tra cui il rospo americano (Anaxyrus americanus), cinque generi di anuri (la rana toro (Lithobates catesbeianus), la raganella primaverile (Pseudacris crucifer), la rana verde (Lithobates clamitans), la Lithobates palustris e la rana dei boschi (Lithobates sylvaticus)), quattro specie di caudati (la salamandra maculata (Ambystoma maculatum), il Desmognathus fuscus, l'Eurycea bislineata e l'Hemidactylium scutatum, e il tritone orientale (Notophthalmus viridescens)).
I pesci più abbondanti sono l'anguilla americana (Anguilla rostrata), il Notemigonus crysoleucas, il Fundulus diaphanus e il persico sole (Lepomis gibbosus), mentre quelli più comuni includono l'Alosa pseudoharengus, il Catostomus commersonii, il Chrosomus eos, il non autoctono luccio nordamericano (Esox niger), lo spinarello (Gasterosteus aculeatus), lo spinarello nordico (Pungitius pungitius), l'Osmerus mordax e il salmerino di fonte (Salvelinus fontinalis). Altre tredici specie ittiche (dieci delle quali non autoctone) sono elencate dall'NPS come non comuni, mentre altre otto specie sono elencate con una percentuale sconosciuta.

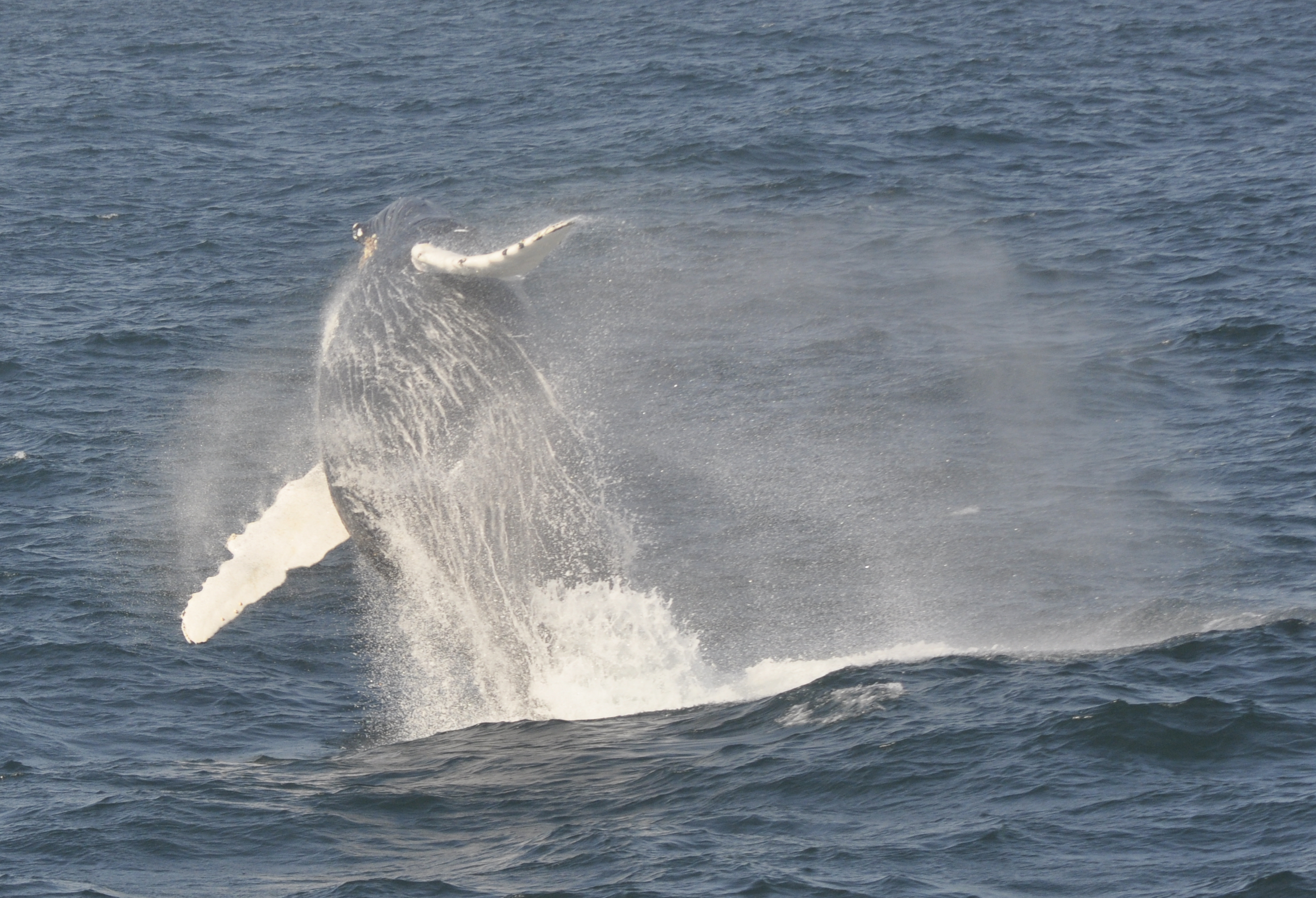
Una megattera (Megaptera novaeangliae) emerge dalle acque di Bar Harbor

Sono vari gli animali minori che si possono scorgere nelle acque marine, tra cui foche e balene, a bordo di kayak marini, di moto d'acqua o nel corso di escursioni in barca. A tal proposito, il parco offre l'opportunità di dedicarsi al whale-watching (osservazione di balene) partendo da Bar Harbor.
Il totale delle specie ornitologiche attestate in zona è pari a 215, con il numero che comprende pure gli uccelli migratori. Altre 116 specie sono forse presenti ma non confermate, per un totale di 331 diversi esemplari di uccelli potenziali. Altre trentatré specie di uccelli che hanno storicamente popolato la zona protetta non sono più presenti nel parco. Tra i volatili di taglia maggiore si annoverano l'aquila reale (Aquila chrysaetos), l'aquila di mare testabianca (Haliaeetus leucocephalus), il girifalco (Falco rusticolus), l'avvoltoio collorosso (Cathartes aura), il falco pescatore (Pandion haliaetus), il marangone dalla doppia cresta (Nannopterum auritum) e diversi generi di ardeidi, accipitridi e strigiformi. Tra gli anseriformi figurano quattro oche differenti (canadese (Branta canadensis), colombaccio (Branta bernicla), delle nevi (Anser caerulescens) e oche lombardelle maggiori (Anser albifrons)), insieme a varie anatre, tra cui il germano reale (Anas platyrhynchos), l'anatra sposa (Aix sponsa), il codone comune (Anas acuta), il fischione (Mareca americana), la marzaiola (Spatula discors), l'alzavola (Anas carolinensis), il moriglione dorsotelato (Aythya valisineria), il quattrocchi minore (Bucephala albeola), l'edredone (Somateria mollissima), il quattrocchi comune (Bucephala clangula) e la moretta arlecchina (Histrionicus histrionicus). Gli uccelli marini comprendono la sterna comune (Sterna hirundo) e quattro varianti di gabbiani (reale americano (Larus smithsonianus), sghignazzante (Leucophaeus atricilla), gavina (Larus delawarensis) e mugnaiaccio (Larus marinus)), mentre tra i trampolieri si segnalano l'avocette (Recurvirostra americana), piovanelli pancianera (Calidris alpina) e corrieri (Charadrius vociferus). I passeriformi sono rappresentati da varie specie di itteridi, paridi, fringillidi, ghiandaie, passeridi, irundinidi, turdidi, vireonidi, parulidi e troglotiditi.
Uno degli uccelli canori più singolari è il crociere comune (Loxia curvirostra), un passeriforme che impiega le sue robuste mandibole per estrarre efficacemente i semi da coni di conifere, in particolare quelli di abeti rossi, tsughe e pini. I crocieri nutrono i loro piccoli con gli stessi semi, piuttosto che con gli insetti che altre specie danno ai loro pulcini. Qualsiasi sottospecie del crociere, di cui ne esistono circa dieci in Nord America, ha le medesime dimensioni del becco, sfrutta gli stessi richiami per comunicare e preferisce determinate pigne, con gli uccelli dal becco più piccolo che preferiscono i coni più piccoli di tsuga e quelli più grandi che preferiscono i coni di maggiore dimensione che crescono sui pini bianchi.

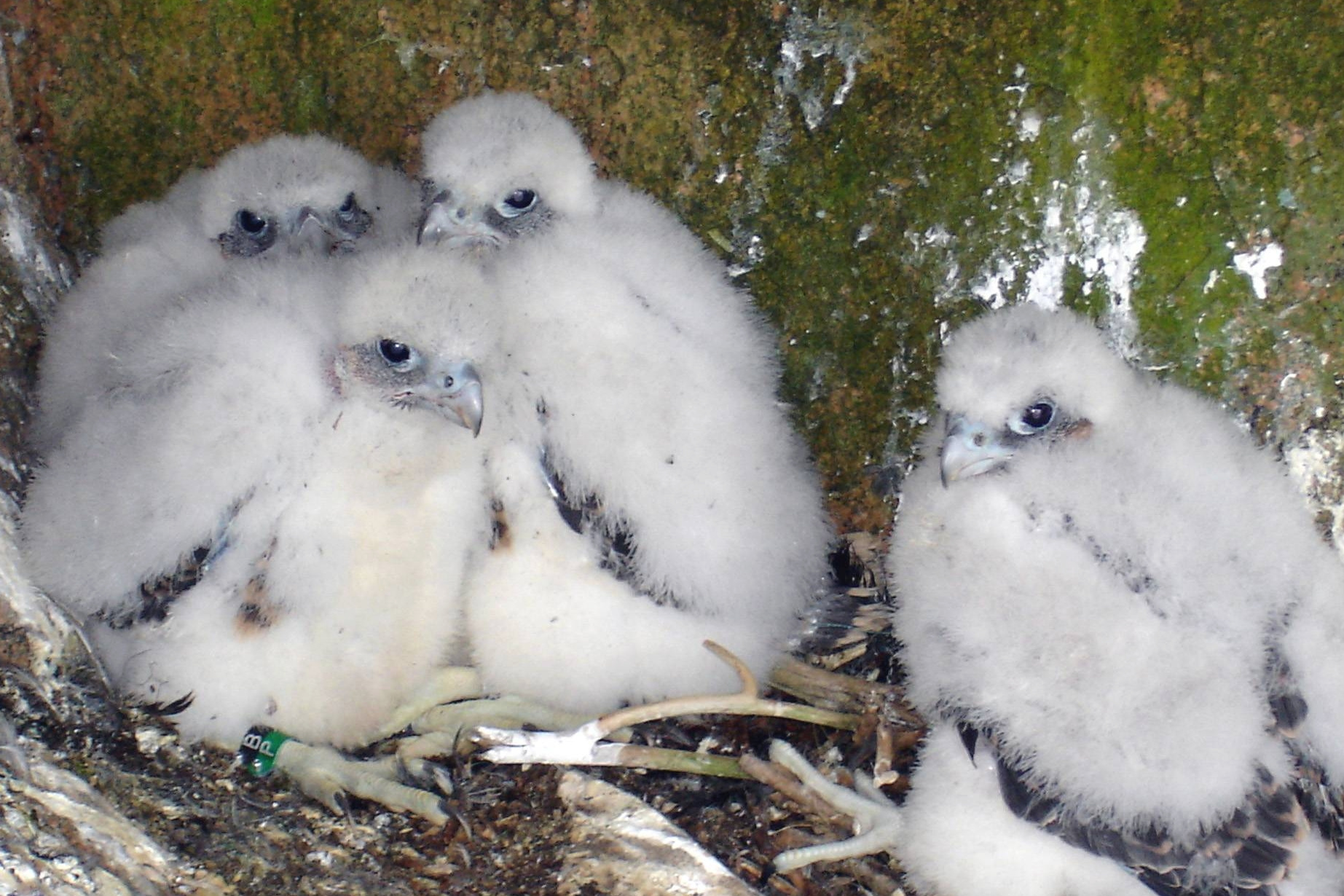
Pulcini di falco pellegrino (Falco peregrinus)

Nel 1991 il falco pellegrino nidificò con successo nella regione per la prima volta dal 1956. Benché si pensò a un totale di quattro coppie potenziali, almeno una di esse ebbe della prole nel corso degli anni dal 1991, con il risultato che a un certo punto si contavano oltre 160 pulcini. Molti di questi ultimi crebbero e rimasero nella regione, ma altri si spostarono nelle stagioni migratorie e furono osservati in aree abbastanza lontane quali il Vermont, il Maryland, il Distretto di Columbia e il New Brunswick. A partire dall'inizio della primavera e fino alla metà dell'estate, alcuni sentieri possono essere chiusi per evitare disturbi alle aree di nidificazione dei falchi. Nello specifico, il Jordan Cliffs Trail, il Valley Cove Trail, il Precipice Trail e una parte dell'Orange and Black Path non risultarono accessibili dal 22 marzo al 3 agosto 2017 e dal 13 aprile al 13 luglio 2018.

## Economia

### Turismo

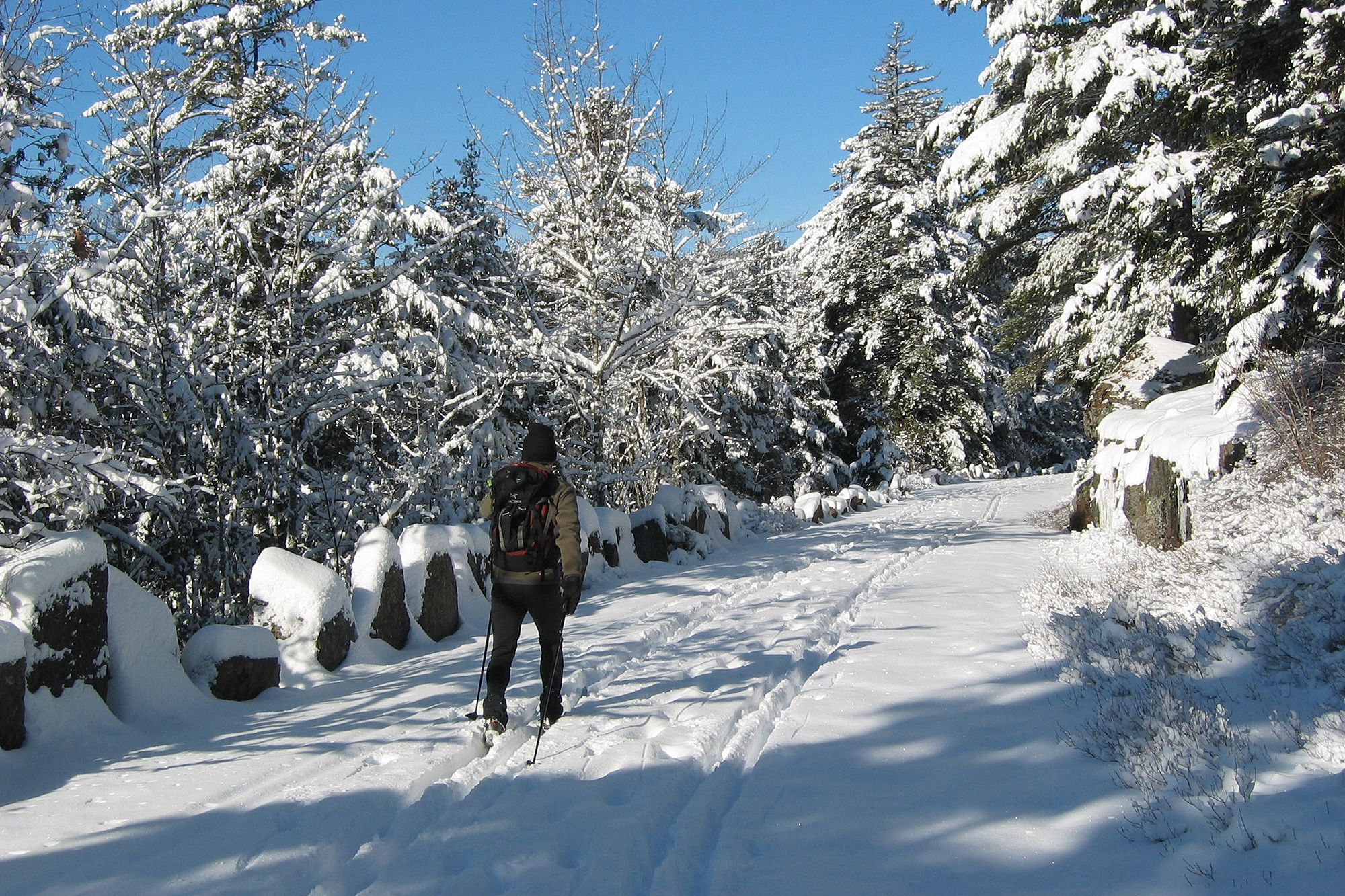
Turisti compiono sci di fondo su una strada carrozzabile

Il passaggio dei veicoli a motore lungo la Park Loop Road, lunga 43 km, è consentito tempo permettendo dal 15 aprile e termina il 1º dicembre, a meno che non si verifichi già prima una nevicata di una certa portata. Una sezione lunga 3,2 km nei dintorni di Ocean Drive, nello specifico compresa tra Schooner Head Road a Sand Beach e Otter Cliff, è aperto tutto l'anno, così come la Jordan Pond Road.
La costa può essere esplorata con gite guidate in barca o in kayak da mare, così come compiendo degli spostamenti in canoa in maniera autonoma su laghi e stagni. Circa 201 km di sentieri escursionistici attraversano foreste e montagne, mentre 72 km delle strade carrozzabili possono essere percorse a piedi o in bicicletta (i veicoli a motore, incluse le biciclette elettriche, sono vietati). L'equitazione è consentita sulle strade carrozzabili e in alcune altre aree della regione protetta. L'arrampicata è popolare sui 18 m dell'Otter Cliff, di Great Head, di Precipice e di South Bubble. A Sand Beach vige il permesso di balneazione nelle acque marine locali, così come a Echo Lake Beach è possibile nuotare nelle acque dolci. In estate, la temperatura dell'acqua oceanica varia tra i 10 e i 16 °C, mentre le temperature di laghi e stagni sono comprese tra 13 e 21 °C.
Le escursioni guidate dai ranger da metà maggio a metà ottobre consentono ai visitatori di avvicinarsi alla variegata storia naturale e culturale del parco. Le opportunità messe a disposizione passano per brevi passeggiate, gite più lunghe, crociere in barca, esposizioni serali nell'anfiteatro e programmi per bambini, nonché per l'osservazione di falchi pellegrini e rapaci.
Durante l'inverno è possibile percorrere i sentieri con racchette da neve e calzature idonee accompagnate da bastoni da trekking, compiere sci di fondo su strade carrozzabili, salire a bordo di motoslitte e lanciarsi sulle strade asfaltate e darsi alla pesca su stagni e laghi ghiacciati.

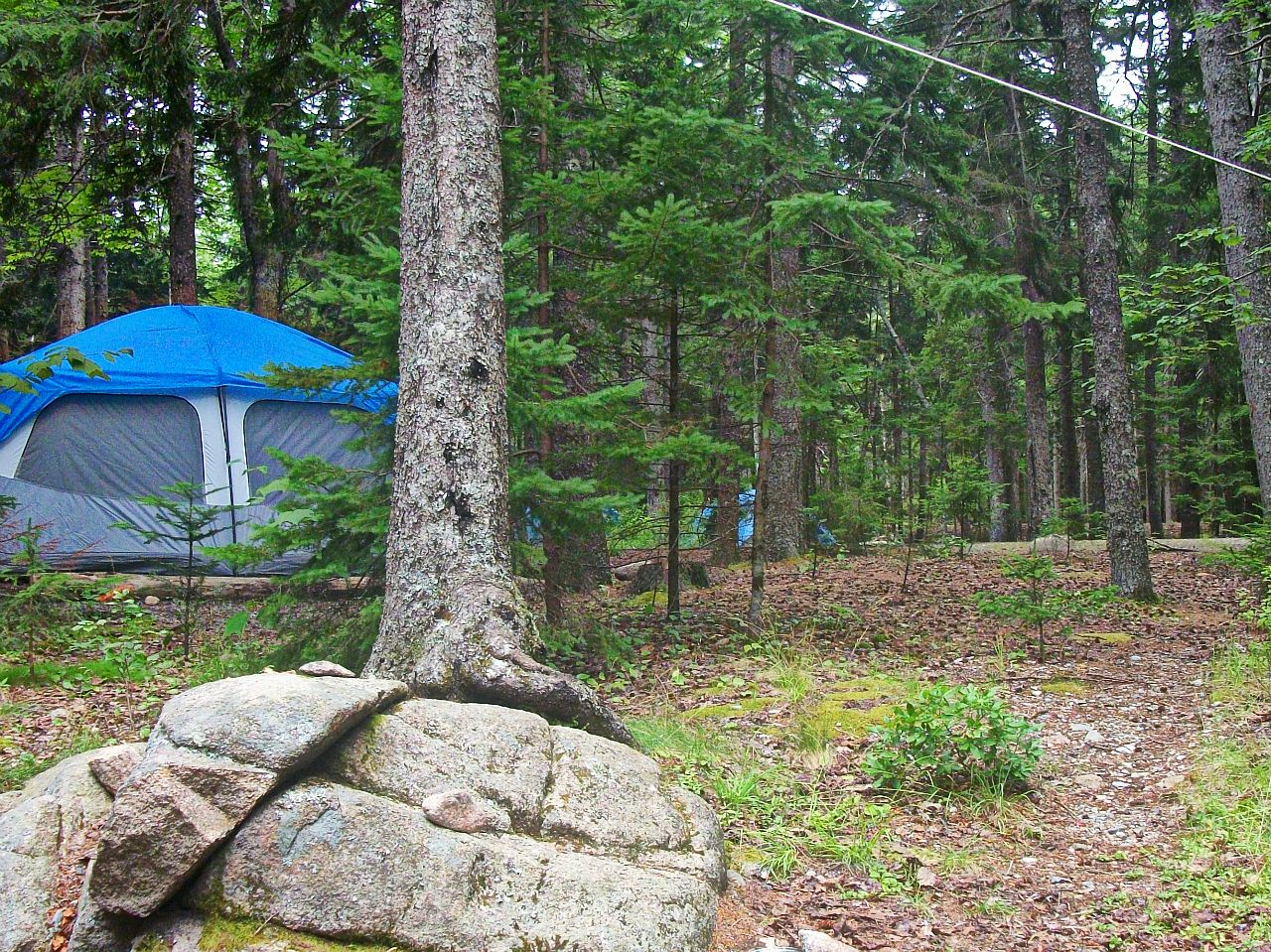
Tenda nell'area di campeggio di Blackwoods

L'isola di Mount Desert vanta due piazzole per il campeggio allestite dal National Park Service, entrambe costruite principalmente dal Civilian Conservation Corps negli anni '30 insieme a vari sentieri del parco. L'area di campeggio di Blackwoods si trova sul lato est dell'isola, a ridosso dei siti più famosi, alle strade carrozzabili e a Bar Harbor. Quella di Seawall ha invece sede sul lato occidentale e meno frequentato di Mount Desert. Schoodic Woods, collocato nella penisola omonima, è la più recente area di campeggio aperta dal National Park Service, essendo stata inaugurata nel 2015. Cinque rifugi con tetto sono disponibili su prenotazione nell'area di campeggio di Duck Harbour, sull'Isle au Haut. Blackwoods è aperto tutto l'anno, malgrado sia concesso accamparsi senza permesso solo in inverno (dicembre-marzo), mentre gli altri punti d'interesse sono aperti dalla tarda primavera (da metà a fine maggio) all'inizio dell'autunno (da fine settembre a metà ottobre). L'isola di Mount Desert ha anche undici campeggi privati al di fuori dei confini del parco, mentre due località si trovano sulla penisola di Schoodic e una su Isle au Haut.
Il parco ospita l'annuale Acadia Night Sky Festival, che attira studiosi, ricercatori, fotografi e artisti nell'area.

### Schoodic Education and Research Center

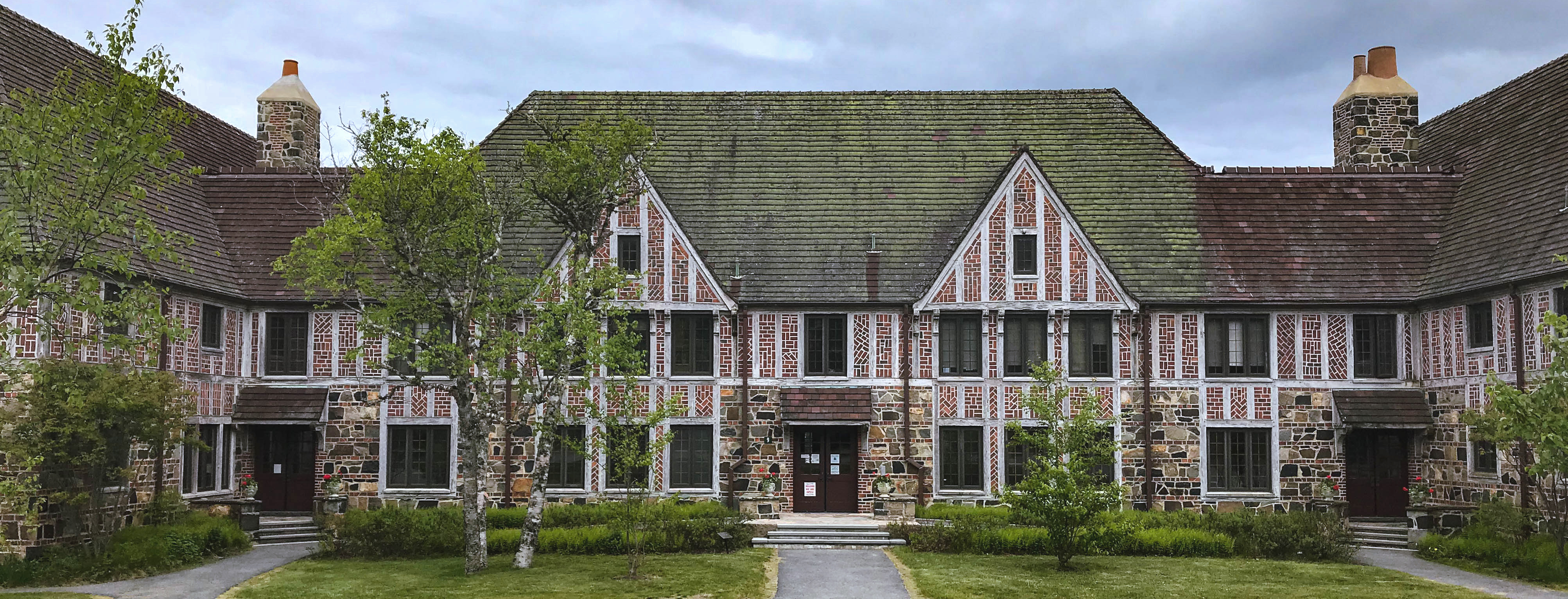
Lo Schoodic Education and Research Center

Dopo la chiusura della base navale nella penisola di Schoodic nel 2002, il National Park Service (NPS) acquisì il terreno e istituì lo Schoodic Education and Research Center (SERC). Il campus SERC è gestito dallo Schoodic Institute senza scopo di lucro e dall'NPS in un partenariato pubblico-privato; si tratta di uno dei 19 centri di istruzione e ricerca dell'NPS nel Paese. Il centro è dedicato al sostegno della ricerca scientifica nel parco, allo sviluppo professionale degli insegnanti e all'istruzione degli studenti interessati ad assumere ruoli amministrativi nel parco.

### Friends of Acadia
Nel 1986 un gruppo di residenti nell'area di Acadia e volontari del parco diede vita all'organizzazione no-profit Friends of Acadia (Amici dell'Acadia, in acronimo FOA) per organizzare attività di volontariato e filantropia privata a beneficio del parco nazionale in esame. Il primo grande risultato del gruppo riguardò la messa a disposizione di 3,4 milioni di dollari, raccolti tra il 1991 e il 1996, per preservare in perpetuo il sistema stradale carrabile del parco, sfruttando nello specifico i fondi federali per ripristinare completamente il sistema stradale. I progetti e le successive collaborazioni hanno riguardato l'Acadia Trails Forever, il primo sistema di sentieri all'interno di un parco nazionale statunitense con 13 milioni di dollari raccolti tra il 1999 e il 2001, e l'Island Explorer, un sistema di autobus gratuito alimentato a propano che serve il parco e le comunità dal 1999.
L'Acadia Youth Conservation Corps fu istituito dalla FOA e finanziato da un donatore anonimo nel 1999 al fine di coinvolgere 16 studenti delle scuole superiori nella manutenzione di sentieri e strade carrozzabili nei mesi estivi. La FOA collaborò inoltre con l'amministrazione del parco per fondare l'Acadia Youth Technology Team nel 2011, un'iniziativa che coinvolse adolescenti stagisti del Maine e associazioni studentesche universitarie a cui erano stati assegnati strumenti di imaging di qualità professionale per promuovere l'apprezzamento di tutela della natura e dell'ambiente, soprattutto tra i più giovani. Da allora il gruppo è stato rinominato Acadia Digital Media Team.

## Impatto antropico

### Esternalità negative

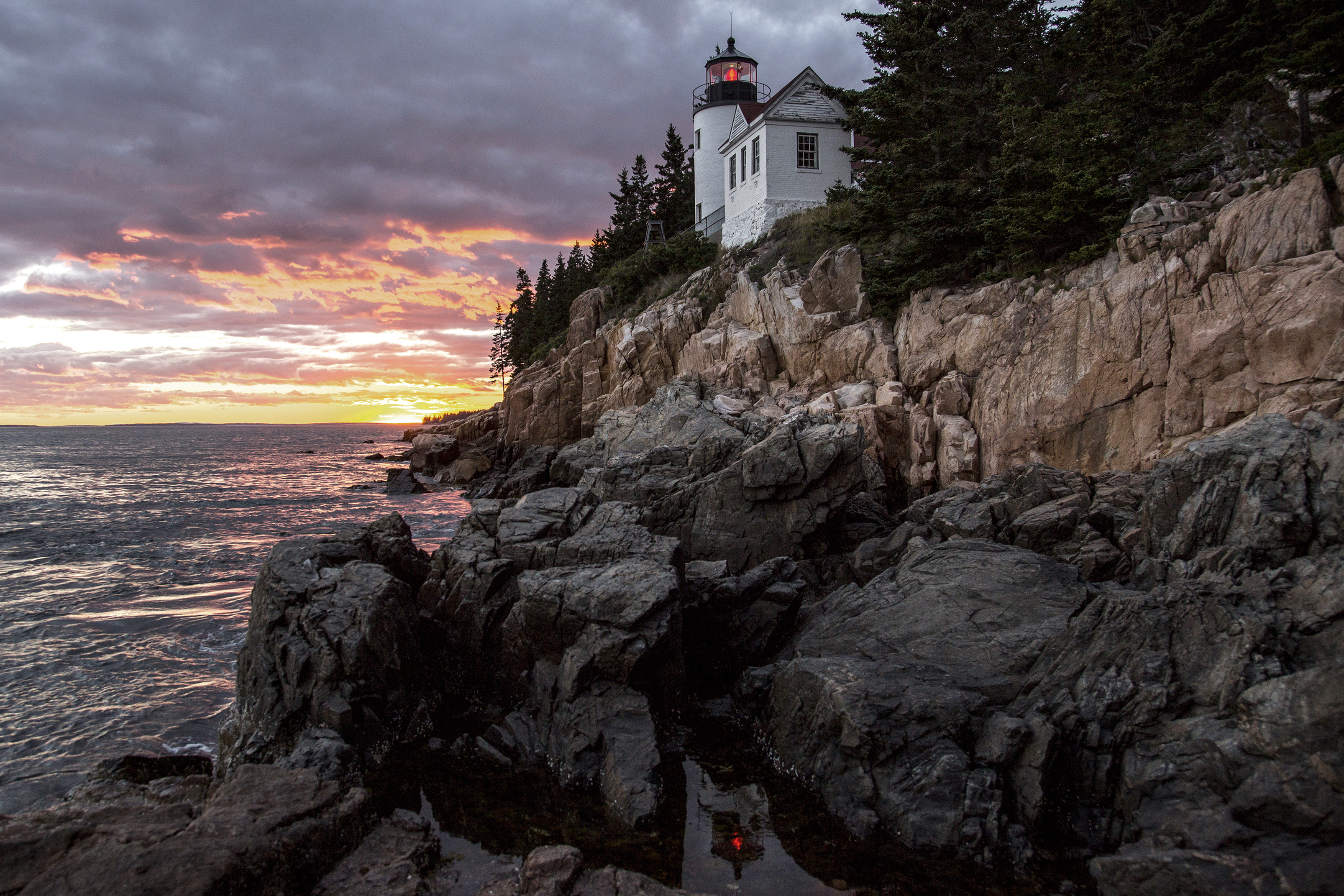
Faro di Bass Harbor

Il numero di visitatori al parco era salito a 3,53 milioni nel 2018, stabilendo un nuovo record per il secondo anno consecutivo; il totale ha superato i 4 milioni nel 2021. Durante i mesi estivi l'afflusso di turisti si intensifica, andando addirittura oltre la capacità delle infrastrutture della zona protetta. La congestione determina l'assenza di parcheggi disponibili e ingorghi stradali, tanto da richiedere la chiusura delle strade. La gestione del traffico mette a dura prova i ranger disponibili, rendendo meno agevoli anche le eventuali operazioni di soccorso da esperire.
Il sistema di autobus chiamato Island Explorer è stato offerto al fine di ridurre la congestione; la compagnia ha servito 7,7 milioni di passeggeri da quando avviò le operazioni nel 1999. Una parte dei biglietti d'ingresso al parco finanzia parzialmente il servizio.

### Cambiamenti climatici
Dalla fondazione del parco nel 1916, i cambiamenti climatici hanno allungato la stagione di crescita delle specie vegetali di quasi due mesi. Ciò minaccia le piante autoctone e favorisce l'approdo di specie invasive che prosperano nella stagione estiva più lunga e più calda. Poiché le alte temperature agevolano anche l'afflusso di turisti, quest'ultimo evento mette a dura prova gli habitat del parco. I cambiamenti dovuti alle minori precipitazioni hanno messo a dura prova le infrastrutture del parco, aumentando la manutenzione richiesta per controllare l'erosione e proteggere le strade carrozzabili costruite decenni orsono.

### Problemi di manutenzione
I funzionari del parco hanno stimato che il costo della necessaria manutenzione delle infrastrutture sia di 65,8 milioni di dollari nel 2019, con un aumento di 6 milioni di dollari rispetto al 2018. Il National Park Service pospone in media i pagamenti necessari per la manutenzione di 11 miliardi di dollari, ma la cifra è destinata ad aumentare. L'arretrato aggrava i problemi generati dai mutamenti climatici e dall'impatto antropico, poiché le infrastrutture realizzate per gestire il flusso del traffico stradale sono insufficienti e non se ne possono costruire di nuove. Allo stesso modo, anche le operazioni di manutenzione dei sentieri e delle aree di campeggio è stato rinviato a causa di finanziamenti insufficienti. Inoltre, l'elevato numero di ingressi al parco crea problemi con il rispetto delle tariffe, contribuendo ad aumentare il peso delle perdite.

### Esplicative
1. ↑  Nel 2017, si contavano 3,5 km² di proprietà privata: (EN) Acadia National Park Map, su mapsofworld.com, 4 maggio 2022. URL consultato il 31 maggio 2022.
2. ↑  Il totale della dimensione del parco risale al 2017, mentre le cifre relative all'isola Mount Desert, alla penisola di Schoodic e alle isole minori si rifanno a dati del 2006. Il riferimento sull'Isle au Haut è del 2015, ma il totale della superficie potrebbero essere aumentate negli anni successivi, quando la terra privata è stata acquisita dal National Park Service.
3. ↑  I valori medi risalgono al 1991-2020, quelli estremi al 1982-2014.

### Bibliografiche
1. 1 2  (EN) Sarah Janssen, The World Almanac and Book of Facts 2019, Simon and Schuster, 2018,  p. 1807, ISBN 978-16-00-57221-0.
«49.075 acri.»
2. 1 2 3 4 5  (EN) Park Statistics, su NPS. URL consultato il 28 maggio 2022.
3. 1 2 3 4 5 6  (EN) Foundation Document: Acadia National Park (PDF), settembre 2016,  pp. 28, 41. URL consultato il 30 maggio 2022.
4. 1 2 3 4  (EN) Acadia National Park Maps, su NPS, 2 marzo 2018. URL consultato il 26 maggio 2022.
5. ↑  (EN) Tidepooling, su NPS, 4 dicembre 2014. URL consultato il 26 maggio 2022.
6. 1 2  (EN) Catherine Schmitt, Historic Acadia National Park: The Stories Behind One of America's Great Treasures, Connecticut, Lyons Press, 2016,  p. 130, ISBN 978-14-93-01813-0.
7. 1 2 3  (EN) Carriage Roads and Gatehouses, su NPS, 14 dicembre 2015. URL consultato il 29 maggio 2022.
8. ↑  (EN) Schoodic General Management Plan Amendment (PDF), NPS, aprile 2006,  p. 3. URL consultato il 27 maggio 2022.
9. ↑  (EN) National Park Service Completes Visitor Use Management Plan for the Isle au Haut District, su NPS. URL consultato il 27 maggio 2022.
10. ↑  (EN) The 26 peaks of Acadia National Park, su acadiaonmymind.com. URL consultato il 27 maggio 2022.
11. 1 2  (EN) Places To Go: Scenic Areas, su NPS, 8 febbraio 2018. URL consultato il 27 maggio 2022.
12. ↑  (EN) Bill Trotter, Where in Maine does the sun rise first?, su Bangor Daily News, 22 ottobre 2011. URL consultato il 27 maggio 2022.
13. ↑  (EN) History of Acadia, su acadiamagic.com. URL consultato il 28 maggio 2022.
14. ↑  (EN) Acadia National Park Style Guide, su nps.gov. URL consultato il 28 maggio 2022.
15. ↑  (EN) Lighthouses, su NPS. URL consultato il 28 maggio 2022.
16. ↑   Somes Sound, Mount Desert Island, su Maine Geological Survey, novembre 1998. URL consultato il 28 maggio 2022 (archiviato dall'url originale il 12 dicembre 2012).
17. 1 2  (EN) The Story of Glaciers (PDF), su NPS. URL consultato il 29 maggio 2022.
18. ↑  (EN) J. Graham, Acadia National Park: geologic resources inventory report. Natural Resource Report NPS/NRPC/GRD/NRR-2010/232, Fort Collins, NPS, agosto 2010,  pp. 1-63. URL consultato il 29 maggio 2022.
19. 1 2 3 4 5 6 7 8 9  (EN) Written in the Rocks (PDF), NPS, 16 marzo 2015. URL consultato il 29 maggio 2022.
20. 1 2 3 4 5 6  (EN) NPS Geodiversity Atlas—Acadia National Park, Maine, su NPS, 6 dicembre 2018. URL consultato il 29 maggio 2022.
21. ↑  (EN) USDA Plant Hardiness Zone Map, su Dipartimento dell'agricoltura degli USA. URL consultato il 29 maggio 2022.
22. 1 2  (EN) Summary of Monthly Normals 1991-2020, su NOAA. URL consultato il 29 maggio 2022.
23. ↑  (EN) Acadia NP, Maine (170100), su wrcc.dri.edu, Western Regional Climate Center. URL consultato il 29 maggio 2022.
24. 1 2  (EN) Operating Hours & Seasons, su NPS, 30 ottobre 2018. URL consultato il 31 maggio 2022.
25. 1 2 3 4  (EN) The Wabanaki: People of the Dawnland, su NPS. URL consultato il 28 maggio 2022.
26. 1 2 3 4 5 6 7  (EN) Frequently Asked Questions, su NPS, 26 ottobre 2018. URL consultato il 30 maggio 2022.
27. 1 2 3 4 5 6 7  (EN) Harald E.L. Prins e Bunny McBride, Asticou's Island Domain: Wabanaki Peoples at Mount Desert Island 1500–2000, Acadia National Park, Ethnographic Overview and Assessment (PDF), vol. 1, Boston, Northeast Region Ethnography Program of the National Park Service, dicembre 2007,  pp. 5-6, 19, 29. URL consultato il 28 maggio 2022.
28. ↑   Abbe Museum Native American Festival 2021, su everfest.com. URL consultato il 28 
maggio 2022.
29. ↑  (EN) Arno B. Cammerer, Acadia National Park, Washington DC, United States Government Printing Office, 1937,  p. 28.
30. ↑  (EN) Canadian-American Center, Champlain and the Settlement of Acadia 1604-1607, su umaine.edu, University of Maine. URL consultato il 28 maggio 2022.
31. ↑  (EN) Arno B. Cammerer, Circular of General Information Regarding Acadia National Park, Maine, U.S. Government Printing Office, 1929,  p. 2.
32. 1 2  (EN) Nicolas Landry e Père Anselme Chiasson, History of Acadia, su thecanadianencyclopedia.ca, 19 agosto 2013. URL consultato il 28 maggio 2022.
33. ↑  (EN) History of Acadia, su Acadia Net, Inc., novembre 1995. URL consultato il 28 maggio 2022 (archiviato dall'url originale il 1º aprile 2009).
34. ↑   (EN) Sieur de Monts Spring, su NPS, 26 settembre 2016. URL consultato il 28 maggio 2022.
35. ↑  (EN) George B. Dorr, Acadia National Park: Its Origin and Background, su babel.hathitrust.org, HathiTrust Digital Library/Burr Printing Company, 1942. URL consultato il 28 maggio 2022.
36. ↑  (EN) Hancock County Trustees of Public Reservations, su NPS, 17 gennaio 2018. URL consultato il 2 maggio 2022.
37. 1 2  (EN) Arno B. Cammerer, Acadia National Park, Washington DC, United States Government Printing Office, 1937,  pp. 110-113.
38. ↑  (EN) Jane Brown, Beatrix: the gardening life of Beatrix Jones Farrand, 1872-1959, Viking Press, 1995,  p. 208, ISBN 978-0-670-83217-0.
39. ↑   The Carriage Roads of Acadia National Park (PDF), su NPS, maggio 2007. URL consultato il 29 maggio 2022.
40. ↑  (EN) Carriage Roads Closed for Mud Season, su NPS. URL consultato il 29 maggio 2022.
41. ↑  (EN) Carriage Roads open for Spring 2018, su nps.gov, 27 aprile 2018. URL consultato il 29 maggio 2022.
42. ↑  (EN) DigitalCommons@UMaine – Advanced Search title:( Nature Notes from Acadia), su digitalcommons.library.umaine.edu, The University of Maine. URL consultato il 29 maggio 2022.
43. ↑  (EN) National Park Service Administrative History: A Guide (PDF), NPS, 2004,  pp. 29-32.
44. ↑  (EN) National Park Service: Historic Listings of NPS Officials (Superintendents of National Park System Areas), su npshistory.com. URL consultato il 29 maggio 2022.
45. ↑  (EN) List of Park Superintendents, in Friends of Acadia Journal, vol. 16, n. 3, 2011,  p. 29.
46. ↑  (EN) Wildland Fire: Fire Management Program, su NPS, 7 maggio 2018. URL consultato il 29 maggio 2022.
47. ↑  (EN) National Park Service set to conduct prescribed fire burn on Friday May 18, 2018, su NPS, 17 maggio 2018. URL consultato il 29 maggio 2022.
48. ↑  (EN) Fire of 1947, su NPS, 14 dicembre 2015. URL consultato il 29 maggio 2022.
49. 1 2 3 4   Natural Features & Ecosystems, su NPS, 28 settembre 2016. URL consultato il 29 maggio 2022.
50. 1 2 3 4 5 6 7 8  (EN) Plants, su NPS, 15 luglio 2016. URL consultato il 29 maggio 2022.
51. ↑  (EN) U.S. Potential Natural Vegetation, Original Kuchler Types, v2.0 (Spatialally Adjusted to Correct Geometric Distortions), su databasin.org, Conservation Biology Institute. URL consultato il 29 maggio 2022.
52. ↑  (EN) Invasive Insect Contributing to Red Pine Die-off on Mount Desert Island, su NPS, 26 febbraio 2015. URL consultato il 29 maggio 2022.
53. ↑  (EN) The College of the Atlantic/Acadia National Park Herbarium, su College of the Atlantic. URL consultato il 30 maggio 2022.
54. ↑  (EN) Friends of Acadia, The Wild Gardens of Acadia Visitor Information: History of the Gardens, su friendsofacadia.org. URL consultato il 30 maggio 2022.
55. ↑   Acadia National Park, su NPS, 30 novembre 2018. URL consultato il 30 maggio 2022.
56. 1 2 3 4 5  (EN) Species List: Acadia National Park, su NPS, 25 giugno 2015. URL consultato il 30 maggio 2022.
57. ↑  (EN) White-nose syndrome confirmed in Acadia, su NPS, 26 febbraio 2015. URL consultato il 30 dicembre 2022.
58. ↑  (EN) Species Spotlight - Red Crossbill, su NPS, 26 gennaio 2018. URL consultato il 30 maggio 2022.
59. ↑  (EN) Peregrine falcons in Acadia, su NPS, 16 marzo 2015. URL consultato il 30 maggio 2022.
60. ↑  (EN) Peregrine falcons nest in Acadia National Park, su NPS, 23 marzo 2017. URL consultato il 30 maggio 2022.
61. ↑  (EN) Peregrine falcon nesting areas reopen in Acadia National Park, su NPS, 1º agosto 2017. URL consultato il 30 maggio 2022.
62. ↑  (EN) Peregrine falcons return to nest, trails closed to public entry, su NPS, 15 aprile 2018. URL consultato il 30 maggio 2022.
63. ↑  (EN) Peregrine Falcon Nesting Areas Reopen, su NPS, 13 luglio 2018. URL consultato il 30 maggio 2022.
64. 1 2  (EN) Visiting in Winter, su NPS, 1º febbraio 2018. URL consultato il 30 maggio 2022.
65. ↑   Boating, su NPS, 31 gennaio 2018. URL consultato il 30 maggio 2022.
66. ↑   Bicycling, su NPS, 2 agosto 2018. URL consultato il 30 maggio 2022.
67. ↑  (EN) Horseback riding, su NPS, 11 maggio 2018. URL consultato il 30 maggio 2022.
68. ↑  (EN) Climbing, su NPS, 26 ottobre 2018. URL consultato il 30 maggio 2022.
69. ↑  (EN) Weather, su NPS, 26 ottobre 2018. URL consultato il 31 maggio 2022.
70. ↑  (EN) Ranger Program Descriptions, su NPS, 28 agosto 2018. URL consultato il 31 maggio 2022.
71. ↑   Parco nazionale di Acadia Tours, su viator.com. URL consultato il 31 maggio 2022.
72. ↑  (EN) Civilian Conservation Corps, su NPS, 12 luglio 2016. URL consultato il 31 maggio 2022.
73. ↑  (EN) Acadia Announces the Grand Opening of Schoodic Woods Campground, su NPS, 1º settembre 2015. URL consultato il 31 maggio 2022.
74. ↑  (EN) Campgrounds, su NPS, 13 febbraio 2019. URL consultato il 31 maggio 2022.
75. ↑  (EN) Maine's night sky beckons stargazers to Acadia National Park, su apnews.com, The Associated Press, 3 settembre 2018. URL consultato il 31 maggio 2022.
76. ↑  (EN) Robert Firpo-Capiello, Acadia's Dark Sky Festival Is Calling All..., su budgettravel.com, Budget Travel, 7 febbraio 2018. URL consultato il 31 maggio 2022.
77. ↑  (EN) The Navy at Schoodic Point, su Schoodic Institute at Acadia National Park. URL consultato il 31 maggio 2022.
78. ↑  (EN) Schoodic Institute - Mission & History, su Schoodic Institute at Acadia National Park. URL consultato il 31 maggio 2022.
79. ↑  (EN) Schoodic Education and Research Center, su NPS, 4 gennaio 2017. URL consultato il 31 maggio 2022.
80. 1 2  (EN) Friends of Acadia History, su Friends of Acadia. URL consultato il 31 maggio 2022.
81. ↑  (EN) Friends of Acadia Accomplishments, su Friends of Acadia. URL consultato il 31 maggio 2022.
82. ↑  (EN) Acadia Youth Conservation Corps, su Friends of Acadia. URL consultato il 31 maggio 2022.
83. ↑  (EN) Acadia Youth Technology Team, su Friends of Acadia. URL consultato il 31 maggio 2022 (archiviato dall'url originale il 1º febbraio 2019).
84. ↑  (EN) Employment Opportunities, su Friends of Acadia. URL consultato il 31 maggio 2022.
85. ↑  (EN) Fred Bever, Acadia National Park saw a record 4 million visits in 2021, su Maine Public, 1º gennaio 2022.
86. ↑  (EN) Record-Setting Visitation To Acadia National Park Not Without Problems, su nationalparkstraveler.org. URL consultato il 31 maggio 2022.
87. ↑  (EN) Island Explorer adds new propane-powered buses to fleet, su ellsworthamerican.com, Ellsworth American, 6 luglio 2019. URL consultato il 31 maggio 2022 (archiviato dall'url originale il 1º febbraio 2021).
88. ↑  (EN) Mark Berry, Impacts of Climate Change: Acadia Prepares and Responds, su Senior Hiker Magazine. URL consultato il 31 maggio 2022.
89. ↑  (EN) Acadia has a $65M list of maintenance projects, but not enough funds to pay for them, su Bangor Daily News, agosto 2019. URL consultato il 31 maggio 2022.
90. ↑  (EN) Tourist Impact in Acadia National Park (PDF), Worcester Polytechnic Institute. URL consultato il 31 maggio 2022 (archiviato dall'url originale il 26 maggio 2020).